# National Hockey League
Die National Hockey League (NHL, im französischsprachigen Teil Kanadas «Ligue nationale de hockey», LNH) ist eine seit 1917 bestehende Eishockey-Profiliga in Nordamerika. In den USA gehört die NHL neben der Football-Liga NFL, der Baseball-Liga MLB und der Basketball-Liga NBA zu den vier beliebtesten Ligen, den sogenannten Big 4. In Kanada ist sie die populärste Liga.
Von den insgesamt 32 Teams sind 7 in Kanada und 25 in den USA beheimatet. Die Siegertrophäe für den Saisongewinner, der nach der regulären Saison in den Play-offs nach dem Modus Best-of-Seven ermittelt wird, ist der Stanley Cup. Titelträger der Saison 2023/24 ist das Team der Florida Panthers. Gestiftet wurde der Stanley Cup 1892 vom damaligen Generalgouverneur von Kanada, Lord Stanley. Die Namen aller teilnehmenden Spieler, Trainer und Manager der Siegermannschaft der Finalspiele werden auf den Pokal graviert. Außerdem darf jeder Spieler des Siegerteams den Pokal für einen Tag behalten. Ursprünglich war der Stanley Cup ein Wanderpokal, der zwischen den Siegern mehrerer Ligen ausgespielt wurde. Seit 1927 wird er ausschließlich dem Sieger der NHL verliehen.
Die NHL ist eng mit der American Hockey League und der ECHL verzahnt, so sind die Teams der NHL mit Mannschaften dieser Ligen verbunden, als sogenannte Farmteams. Viele Spieler, die im NHL Entry Draft von den NHL-Franchises ausgewählt werden, spielen zuerst oft in der AHL, um so Spielpraxis und Erfahrung zu sammeln. Der Entry Draft ist die in der NHL übliche Veranstaltung, bei der sich die Clubs die Rechte an Nachwuchsspielern sichern können. Dieser Mechanismus soll dazu dienen, junge Talente möglichst gleichmäßig auf die Teams zu verteilen.

## Geschichte der NHL
- Amateur Hockey Association (1893–1898)
- Canadian Amateur Hockey League (1898–1905)
- Eastern Canada Amateur Hockey League (1905–1906)
- Eastern Canada Amateur Hockey Association (1906–1909)
- Canadian Hockey Association (1909–1910)
- National Hockey Association (1909–1917)
- National Hockey League (seit 1917)

### Die frühen Jahre (1917–1942)

#### Ausgangslage und Gründung
Im Jahr 1917 war das nordamerikanische Eishockey noch in regionale Gruppen unterteilt. Durch die Eishockey-Hochburgen Montreal und Toronto war die höchste Liga im Osten Kanadas, die National Hockey Association, die stärkste Liga Nordamerikas. Seit 1893 war es nur drei Teams, die nicht aus dieser Region kamen, gelungen, den Stanley Cup zu gewinnen. Doch in der NHA gab es Unstimmigkeiten, da man den Besitzer der Toronto Blueshirts, Edward J. Livingstone, ausschließen wollte. So schlossen sich am 22. November 1917 die Verantwortlichen der Montréal Canadiens, Montreal Wanderers, Ottawa Senators und Quebec Bulldogs zusammen und gründeten die National Hockey League. Geleitet wurden die Gespräche vom Geschäftsführer der NHA, Frank Calder. Er wurde von den Teams zum ersten Präsidenten der NHL ernannt. Im Anschluss an die Ligengründung bemühte sich Calder sofort, auch ein Team aus Toronto für die Liga zu gewinnen. Er hatte Erfolg, und so schlossen sich die Toronto Arenas, die sich später in Toronto Maple Leafs umbenannten, als fünftes Team der neuen Liga an.

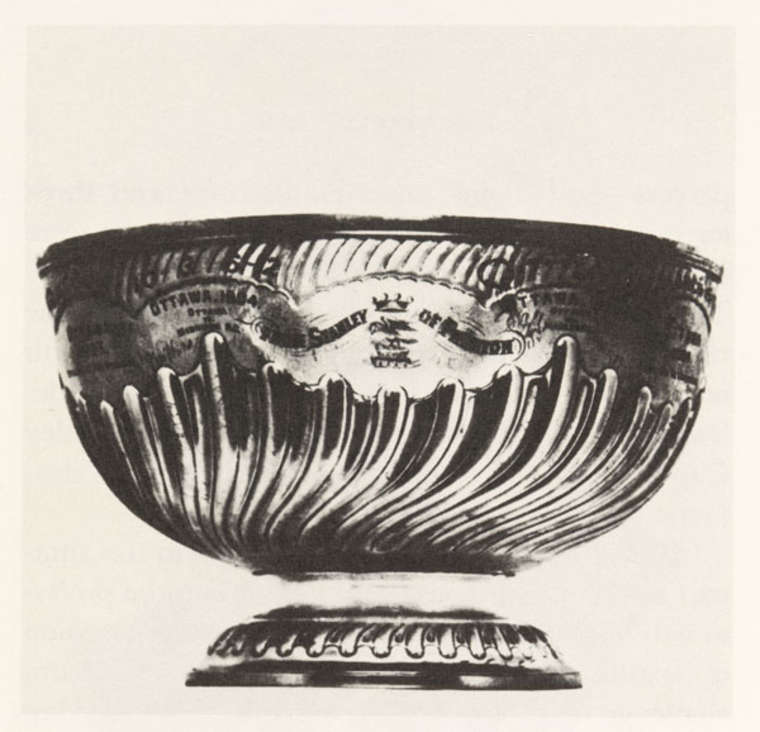
Der 1893 von Frederick Arthur Stanley gestiftete Stanley Cup

Das Eishockey der damaligen Zeit ist nur schwer mit dem heutigen zu vergleichen. Außer in Toronto wurde noch überall auf Natureis gespielt. Die Spieler und auch die Torhüter trugen keine Helme. Es durften nur Rückpässe gespielt werden. Jeder offensive Pass war verboten. Ein Team hatte meist nur um die zehn Spieler im Kader, so dass die Stars oft fast die gesamten 60 Minuten auf dem Eis waren. Mit Gründung der NHL wurde den Torhütern erstmals erlaubt, sich zur Abwehr auf die Knie fallen zu lassen, und den Puck mit der Hand zu fassen. In anderen Ligen wurde zu dieser Zeit teilweise noch mit dem sechsten Feldspieler, dem sogenannten Rover, gespielt.

#### Die ersten Jahre
Zur ersten Saison entschied sich Québec vorerst gegen eine Teilnahme am Spielbetrieb und so wurden die Spieler der Bulldogs auf die anderen Teams aufgeteilt. Am 19. Dezember 1917 wurde der erste Spieltag angesetzt. Geplant war eine Spielzeit in zwei Hälften. In jeder Hälfte sollten alle Teams je zwei Heim- und zwei Auswärtsspiele gegen jedes andere Team bestreiten. Das beste Team der ersten und der zweiten Hälfte sollten dann gegeneinander den NHL-Meister und Teilnehmer an den Stanley-Cup-Finalspielen ausspielen. Nachdem die Halle der Montreal Wanderers bereits nach sechs Spielen abgebrannt war, zog sich das Team aus dem Spielbetrieb zurück. Die Saison wurde mit drei Teams zu Ende gespielt. Die Toronto Arenas setzten sich in den Playoffs, die in zwei Spielen ausgetragen wurden, aufgrund des besseren Torverhältnisses durch und gewannen als Vertreter der NHL auch den Stanley Cup.
In der zweiten Spielzeit wurden die Playoffs erstmals nach dem Modus „Best-of-Seven“ ausgespielt. Während der Finalserie erkrankten fünf Spieler der Montréal Canadiens an der Spanischen Grippe. Die Serie wurde nach fünf Spielen, mit jeweils zwei Siegen und einem Unentschieden, am 1. April abgebrochen, fünf Tage später starb Montréals Verteidiger „Bad“ Joe Hall im Seattle Columbus Sanatorium an den Folgen der Erkrankung. Zur dritten Saison nahmen die Québec Bulldogs erstmals am Spielbetrieb teil. Die Arenas wurden in Toronto St. Patricks umbenannt. Da Ottawa beide Hälften für sich entschied, wurde auf eine Finalserie verzichtet. In der Saison 1920/21 wurde erstmals ein Team verkauft. Aus den Québec Bulldogs wurden die Hamilton Tigers. Ab der Saison 1921/22 wurde eine zusammenhängende reguläre Saison gespielt. Zu Anfang war der Tabellenerste automatisch für das Stanley-Cup-Finale qualifiziert, ab der Saison 1923/24 wurde die Finalserie der Liga zwischen den beiden ersten Teams ausgetragen. Frank Nighbor war der erste Gewinner der Hart Trophy, die als erste individuelle Trophäe in der NHL eingeführt wurde. In dieser Zeit kam es auch zu den ersten Übertragungen von Eishockeyspielen im Radio.

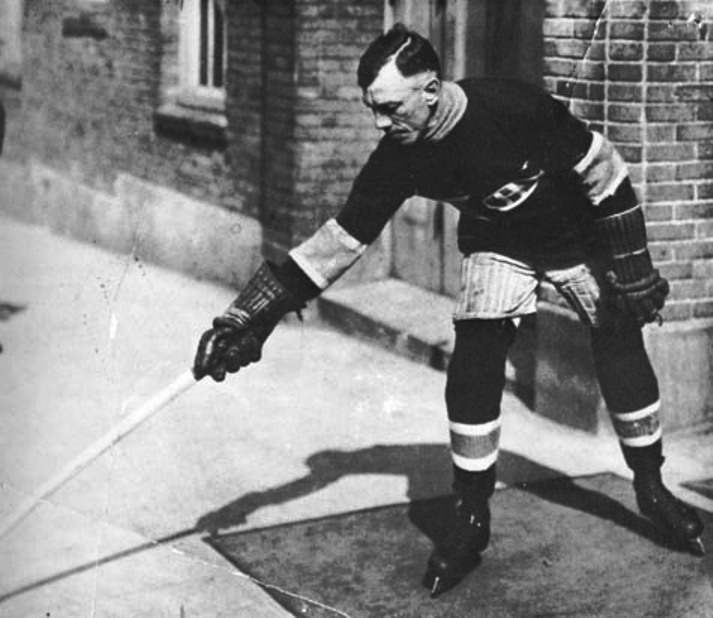
Joe Hall verstarb am 6. April 1919 an den Folgen der Spanischen Grippe

#### Das erste US-amerikanische Team in der NHL
Zur Saison 1924/25 entschied sich die NHL für eine Ligaerweiterung von vier auf acht Teams. Neben den Montreal Maroons nahm mit den Boston Bruins erstmals auch ein Team aus den Vereinigten Staaten am Spielbetrieb teil. Für die darauffolgende Saison wurde auch New York und Pittsburgh ein Franchise gebilligt. Bevor die weiteren Mannschaften der Liga beitraten, kam es zu einem Eklat. Die Liga hatte durch die beiden neuen Teams den Spielplan von 24 auf 30 Spiele erweitert, wodurch die Spieler der Hamilton Tigers eine Gehaltsanpassung von 200 US-Dollar forderten, die ihnen jedoch nicht bezahlt wurde. Daher verweigerte das Team die Teilnahme am Stanley-Cup-Finale. Stellvertretend wurde die NHL durch die Canadiens vertreten, die den Titel gegen die Victoria Cougars aber nicht gewannen. Es war die einzige Saison seit Bestehen der NHL, in der man den Stanley-Cup-Sieger nicht stellte. Hamilton wurde dafür aus der NHL ausgeschlossen. Ein Großteil der Tigers-Spieler wechselte zur Saison 1925/26 zu den New York Americans, die gemeinsam mit den Pittsburgh Pirates nun in der Liga spielten. Die steigende Popularität der Liga zeigte sich jedoch nicht nur in der steigenden Anzahl an Teams, auch die Gehälter zogen an. Die Topverdiener erhielten Gagen in Höhe von bis zu 7.500 US-Dollar. Daher wurde erstmals eine Gehaltsobergrenze für Teams eingeführt. Pro Team, das damals um die zehn Spieler unterhielt, durften nicht mehr als 35.000 Dollar gezahlt werden.

#### Stanley Cup findet in der NHL seine Heimat
Grundlegende Änderungen brachte die Saison 1926/27. Nach der Auflösung der Ligen im Westen Kanadas wurde entschieden, dass der Stanley Cup nur noch in der NHL ausgespielt werden sollte. Mit drei weiteren Teams aus den Vereinigten Staaten, den New York Rangers, Chicago Blackhawks und Detroit Cougars, kamen nur noch vier der zehn Teams aus Kanada. Auch das Team aus Toronto hätte in die Vereinigten Staaten nach Philadelphia verkauft werden sollen, aber eine Gruppe um Conn Smythe übernahm das Team und benannte es in Maple Leafs um. Erstmals wurde in zwei Gruppen, sogenannten Divisions, gespielt. In der Canadian Division spielten die vier kanadischen Teams und die New York Americans. Die weiteren fünf Teams spielten in der American Division. In der Saison 1927/28 waren die Rangers das erste US-amerikanische NHL-Team, das den Stanley Cup gewann. Die folgende Spielzeit 1928/29 stand im Zeichen der Torhüter. In den 220 Spielen kam es zu 120 Shutouts. Es fielen durchschnittlich nur 2,9 Tore pro Spiel. Die NHL griff mit einer Regeländerung ein. Ab der Saison 1929/30 waren Pässe nach vorne, jedoch nicht über eine der beiden blauen Linien erlaubt. Der Toreschnitt stieg auf 5,6 an und es gab nur noch 26 Begegnungen ohne Torerfolg. Im selben Jahr spielte Clint Benedict als erster Torwart mit Maske. Der regelmäßige Spielerwechsel fand auch in den Regeln Berücksichtigung. Statt zwölf durften nun 15 Spieler im Kader stehen.

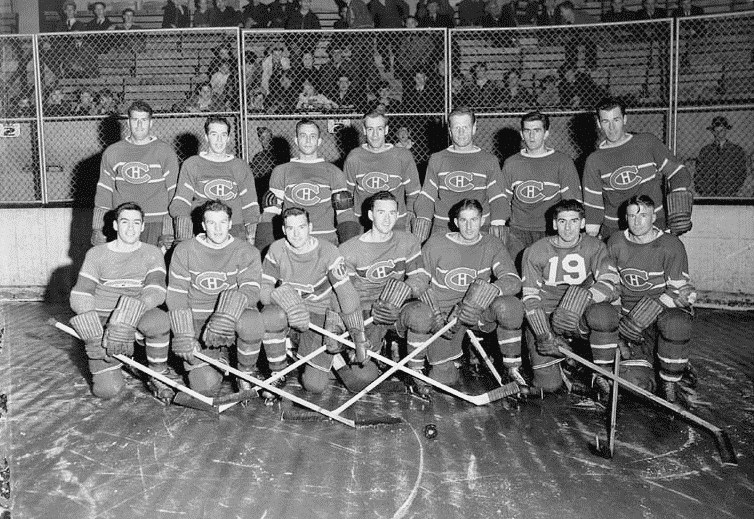
Mannschaftsfoto der Montréal Canadiens aus dem Oktober 1942

#### Krisenjahre
Während die NHL in den vergangenen Jahren stets gewachsen war, traten mit dem Umzug der Pittsburgh Pirates, die zum Spieljahr 1930/31 als Philadelphia Quakers spielten, die ersten Probleme auf. Nur den Namen tauschte das Team in Detroit. Aus den Cougars wurden die Falcons. Zur folgenden Saison trat das Team aus Philadelphia nicht mehr an und auch die Ottawa Senators nahmen für ein Jahr eine Auszeit. Trotz der Krise wurde in Toronto der Maple Leaf Gardens, der damals 13.233 Zuschauern Platz bot, neu eröffnet. Der Verkauf der Detroit Falcons vor der Saison 1932/33 zog keinen Umzug nach sich. Hier wurde das Team in Detroit Red Wings umbenannt. In allen Stadien musste eine gut sichtbare Uhr angebracht werden, auf der die Spielzeit abzulesen war. In diesem Jahr wählte man erstmals den Rookie of the Year, der mit der Calder Memorial Trophy ausgezeichnet wurde. Ein Foul von Eddie Shore an Ace Bailey, das diesen lebensgefährlich verletzte, war Auslöser für das erste NHL All-Star Game, das am 14. Februar 1934 in Toronto ausgetragen wurde. Bailey erhielt die Erlöse aus diesem Spiel. Ottawa hatte sich von seinen finanziellen Schwierigkeiten nicht erholen können, spielte in der Saison 1934/35 als St. Louis Eagles und gab ein Jahr später auf. Auch die Montréal Canadiens waren in der Saison 1935/36 schon auf dem Weg nach Cleveland, doch drei Geschäftsleute aus Montreal kauften das Team und beließen es in der Stadt. Nach vielen Jahren der Diskussion wurde die Icing-Regel eingeführt. Nur noch sieben Teams traten zur Spielzeit 1938/39 an. Die Montreal Maroons hatten den Spielbetrieb aus finanziellen Gründen eingestellt, wodurch wieder in einer gemeinsamen Gruppe gespielt wurde. Ab 1940 wurde festgelegt, dass in den Drittelpausen das Spielfeld mit Wasser abzuziehen ist.
Als auch noch die New York/Brooklyn Americans wegen Streitigkeiten um Eiszeit im Madison Square Garden nach der Saison 1941/42 den Spielbetrieb aufgaben, begann die Ära der Original Six mit sechs Franchises, die auch heute noch existieren und der National Hockey League angehören.

#### Bekannte Spieler der frühen Jahre
(aktive Zeit und Position in Klammern)
- George Hainsworth  
(1926–1937, G)
Die Saison 1928/29 hatte nur 44 Spiele, doch die Marke von 22 Shutouts erreichte kein Torhüter nach ihm auch nur annähernd.
- King Clancy  
(1921–1937, D)
In seiner Zeit war er einer der wenigen Verteidiger, die als Führungsspieler agieren konnten.
- Howie Morenz  
(1923–1937, C)
Mit fast 0,5 Toren pro Spiel war er in der Mitte der 1930er Jahre der Spieler mit den meisten NHL-Punkten.
- Nels Stewart   
(1925–1940, C)
Zwischen 1937 und 1954 hatte er den Rekord für die meisten Tore in der NHL inne.
- Georges Vézina 
(1917–1926, G)
Als der Star-Goalie der frühen Jahre mit 39 Jahren 1926 verstarb, gab es noch keine Trophäen für Torhüter. Die Vezina Trophy trägt heute seinen Namen.
- Earl Seibert  
(1931–1946, D)
Ein Topspieler seiner Zeit war der Verteidiger mit zehn Nominierungen als All-Star.
- Frank Boucher  
(1921–1944, C)
Siebenfacher Gewinner der Lady Byng Trophy. Er durfte die Trophäe anschließend behalten.
- Bill Cowley 
(1934–1947, C)
Spielmacher und Vorlagengeber neben dem jeder Flügelstürmer gut aussehen konnte.
- Eddie Shore  
(1926–1940, D)
Der erste Star-Verteidiger der NHL brachte es auf sieben Berufungen in das NHL All-Star Team.
- Joe Malone   
(1917–1924, C)
Topscorer der ersten Saison, hält mit 2,2 Toren pro Spiel in einer Saison einen wohl unerreichbaren Rekord.
- Syl Apps 
(1936–1947, C)
Durch seine spektakuläre Spielweise wurde er der erste Superstar der Radioübertragungen.
- Bill Cook 
(1926–1937, RW)
Der erste Power Forward, der sich mit hartem körperlichen Einsatz Respekt verschaffte.
- Dit Clapper 
(1927–1947, D)
Als einer der ersten offensiven Verteidiger war er zu seiner Zeit einer der Topstars in der NHL.
- Newsy Lalonde  
(1917–1927, C)
Als einer der frühen Stars der NHL war er in den frühen Jahren der Liga zweimal Topscorer.
- Charlie Conacher   
(1929–1941, RW)
Fünffacher Torschützenkönig und zweimal Topscorer der NHL.
- Cy Denneny  
(1917–1929, LW)
Im Schnitt drei Tore in vier Spielen, bis heute waren nur zwei Spieler treffsicherer. Vorlagen waren hingegen nicht seine Sache.

### Die Jahre der Original Six (1943–1966)
Nachdem in den ersten Jahren zwischen drei und zehn Teams in der NHL spielten, hatte man mit den Boston Bruins, Chicago Blackhawks, Detroit Red Wings, New York Rangers, Montréal Canadiens und Toronto Maple Leafs für 25 Jahre eine unveränderte Besetzung. Auch der Modus für die Playoffs blieb unverändert. Der Erste nach der regulären Saison spielte gegen den Dritten und der Zweite traf auf den Vierten. Die beiden Sieger der Serien spielten den Gewinner des Stanley Cup aus.

#### Die Spuren des Zweiten Weltkriegs
Der Zweite Weltkrieg ging auch an der NHL nicht spurlos vorbei. So verließ die beste Sturmreihe der Boston Bruins, die Kraut Line, die aus drei deutschstämmigen Kanadiern bestand, das Team, um für ihr Vaterland zu kämpfen. Besonders hart wurden die New York Rangers getroffen, denen zu Beginn der Saison 1943/44 nur sechs Spieler des Vorjahreskaders zur Verfügung standen, sodass ihr Trainer Frank Boucher seine Schlittschuhe wieder anzog. Auch sein Einsatz verhinderte nicht, dass die Rangers nur sechs Spiele in der Saison gewannen. Insgesamt waren es 80 Spieler, die in den Krieg gezogen waren.
Eine neue Regel wurde mit Beginn dieser Ära eingeführt, die man heute als die Moderne Ära bezeichnet. In der Mitte des Spielfelds wurde eine rote Mittellinie eingeführt. Bis dahin war es den Spielern nicht erlaubt, den Puck aus der eigenen Verteidigungszone zu passen. Der Puck musste immer von einem Spieler über diese Linie geführt werden. Hieran versuchten die Gegner das verteidigende Team zu hindern. Mit Einführung der Mittellinie waren Pässe aus der Defensivzone erlaubt, wenn diese vor der Mittellinie angenommen wurden. Diese Regeländerung hatte einen massiven Einfluss auf das gesamte Spiel. Auch der Schnitt an Toren, die während eines Spiels erzielt wurden, erhöhte sich von 7,1 auf 8,1.

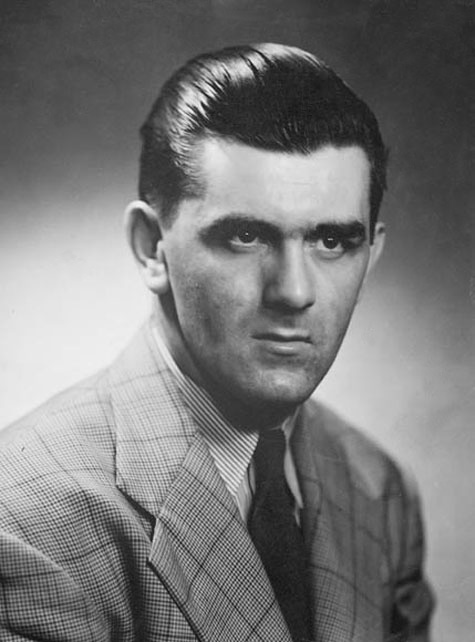
Der Kanadier Maurice Richard erzielte als erster Spieler 50 Tore in 50 Spielen innerhalb einer Saison

Man hatte mit Beginn der Original-Six-Jahre den Spielplan auf 50 Spiele pro Team angepasst und in der zweiten Saison dieser Zeit 1944/45 gelang es Maurice Richard als erstem Spieler in der NHL 50 Tore in 50 Spielen zu erzielen. Mit dem Ende des Krieges bekam die NHL zum Spieljahr 1945/46 einen qualitativen Schub, da eine Reihe von Stars nun wieder in die Liga zurückkehrten. Die NHL eröffnete die Hockey Hall of Fame und nahm ihre ersten zwölf Mitglieder auf. Zur Saison 1946/47 passte man den Spielplan nun auf 60 Spiele pro Team an.
Ein Wettskandal erschütterte die NHL in der Spielzeit 1947/48. Je ein Spieler der Bruins und der Rangers sollen hierbei Kontakte zu einem zwielichtigen Buchmacher gehabt haben. Es konnte jedoch nicht festgestellt werden, dass ein bestimmtes Spiel verschoben wurde. Die NHL absolvierte auch ihr erstes reguläres NHL All-Star Game. Bisher wurden diese Spiele immer nur als Benefiz-Spiele veranstaltet. Die Toronto Maple Leafs dominierten das Ende der 40er Jahre und gewannen dreimal in Folge den Stanley Cup.

#### Dominierende Canadiens
In den frühen 1950er Jahre waren die Detroit Red Wings das Top-Team der Liga. Wie schon in den 1940er Jahren konnte man auch in den 1950ern meist die Chicago Black Hawks und die New York Rangers am Tabellenende finden. In den 15 Jahren nach Beginn der Original-Six-Ära bis 1957 belegte immer eines dieser beiden Teams den letzten Platz. Acht Mal bildeten beide gemeinsam das Ende der Ligatabelle.
Zur Saison 1949/50 wurde erneut der Spielplan erweitert. 70 Spiele war nun die neue Marke für eine Saison. Erstmals wurde in allen Stadien das Kunsteis, das bis dahin seine natürliche Farbe behalten hatte, weiß gefärbt. Auch die Trikotwahl wurde in dieser Zeit einheitlich geregelt. Ab der Saison 1951/52 spielte das Heimteam immer in Trikots mit einer weißen Grundfarbe. Am Ende des Jahres 1952 setzte sich die NHL auch im kanadischen Fernsehen durch. Anfangs waren noch starke Rückgänge bei den Zuschauerzahlen befürchtet worden. Mit Bostons Art Ross und Torontos Conn Smythe traten 1954 zwei der großen Funktionäre von ihren Ämtern zurück und setzten sich zur Ruhe. Doch nicht nur neue Köpfe, sondern auch neue Technik veränderte die NHL nachhaltig. In Toronto wurde erstmals eine von Frank J. Zamboni erfundene Eismaschine eingesetzt, um in den Drittelpausen das Eis aufzubereiten.
Der Stanley-Cup-Gewinn der Montréal Canadiens in der Saison 1955/56 war der Beginn einer unvergleichlichen Erfolgsserie des Teams. Die „Habs“, so der Spitzname der Canadiens, dominierten die Liga und vor allem im Überzahlspiel schien es kein Mittel gegen die Mannschaft aus Montreal zu geben. Nachdem sie während einer 2-Minuten-Strafe oft mehrere Tore erzielt hatte, wurde die Strafzeitregelung derart geändert, dass ein Spieler nach einem Gegentor von der Strafbank zurückkommen durfte. Montreal war trotzdem nicht zu stoppen und gewann den Stanley Cup fünf Mal in Folge.
Ted Lindsay, einer der Starspieler der Red Wings, sorgte in dieser Zeit abseits des Spielfelds für Aufregung. Er versammelte einige Spieler hinter sich und trieb die Gründung einer Spielergewerkschaft voran. Daraufhin trennte man sich in Detroit von Lindsay. In der Saison 1957/58 gab mit Willie O’Ree der erste farbige Spieler sein NHL-Debüt. Etwa 30 Jahre nach dem ersten Torwart, der mit Maske ein Spiel bestritt, wurde der Torwart der Canadiens, Jacques Plante, durch eine Gesichtsverletzung zum Tragen einer Maske gezwungen. Danach setzte sich der Gesichtsschutz für Torhüter endgültig durch.

#### Die Liga vor dem großen Wandel
Um Glenn Hall, Bobby Hull und Stan Mikita hatte sich ein Team gebildet, das nach 23 Jahren den Cup wieder nach Chicago bringen konnte. Über 11.000 Zuschauer besuchten zu dieser Zeit im Schnitt die Spiele der regulären Saison, in den Playoffs kamen über 14.000.
Nach den erfolglosen 1950er Jahren gewannen die Maple Leafs 1962 wieder den Stanley Cup. In Detroit setzte sich General Manager Jack Adams nach 35 Jahren zur Ruhe. In der Saison 1964/65 kam mit Ulf Sterner der erste Spieler, der in Europa das Eishockeyspielen gelernt hatte, in die NHL.
Schon einige Zeit hatte sich die NHL mit dem Gedanken getragen, die Liga zu erweitern. Noch immer war man nur entlang der östlichen Grenze zwischen den Vereinigten Staaten und Kanada vertreten. Am 9. Februar 1966 wurde die Aufnahme von sechs weiteren Teams ab der Saison 1967/68 beschlossen. Die drei US-Städte, die bereits vor der Zeit der Original Six NHL-Teams beheimateten, St. Louis, Pittsburgh und Philadelphia, sollten das Kernland nach Süden erweitern, mit Minnesota dehnte man sich nach Westen aus und mit Los Angeles und Oakland wollte man auch an der Westküste den neuen Markt erschließen. Während sich die meisten Städte um die Aufnahme beworben hatten, kam St. Louis auf Drängen der Besitzer der Chicago Blackhawks, denen auch die St. Louis Arena gehörte, in die Liga. In Vancouver und Buffalo, die auch auf eine Berücksichtigung gehofft hatten, war die Enttäuschung jedoch sehr groß.
Die letzte Saison der Ära, 1966/67, brachte mit den Toronto Maple Leafs den ältesten Stanley-Cup-Sieger aller Zeiten. Im Schnitt waren die Spieler 31,4 Jahre alt. Den Chicago Blackhawks gelang es in diesem Jahr erstmals in ihrer Geschichte die reguläre Saison als Tabellenführer zu beenden.

#### Bekannte Spieler der Original-Six-Jahre
(aktive Zeit und Position in Klammern)
- Terry Sawchuk     
(1950–1970, G)
103 Shutouts und hinter Martin Brodeur sowie Patrick Roy die meisten Siege eines Torwarts sind noch heute außerordentliche Statistiken.
- Doug Harvey    
(1947–1969, D)
Als herausragender Verteidiger seiner Zeit wurde er sieben Mal mit der James Norris Memorial Trophy ausgezeichnet.
- Gordie Howe  
(1946–1980, RW)
„Mr. Hockey“ brachte es in seiner langen und erfolgreichen Karriere auf 21 Berufungen in das NHL All-Star Team.
- Frank Mahovlich   
(1957–1974, LW)
Startete mit großen Erwartungen, schaffte es jedoch trotz guter Leistungen nicht in die Herzen der Maple-Leaf-Fans.
- Bernie Geoffrion  
(1950–1968, RW)
Der zweimalige Topscorer der Liga verdiente sich durch seine Torgefährlichkeit den Spitznamen „Boom-Boom“.
- Jacques Plante     
(1953–1973, G)
Mit den Montréal Canadiens holte er fünfmal in Folge den Stanley Cup und war dabei der Rückhalt des Teams.
- Red Kelly  
(1947–1967, D)
Topverteidiger in den starken Jahren der Red Wings, überzeugte sowohl offensiv wie defensiv. Bekam seinen Spitznamen „Red“ wegen seiner rötlichen Haarfarbe.
- Maurice Richard 
(1942–1960, RW)
Wegen seiner Schnelligkeit nannte man ihn „Rocket“. Als erster Spieler schaffte er 50 Tore in 50 Spielen.
- Milt Schmidt 
(1937–1955, C)
Spielmacher der legendären Kraut Line, unterbrach seine Karriere für einige Jahre und zog in den Zweiten Weltkrieg.
- Johnny Bucyk  
(1955–1978, LW)
Wandelte sich vom Raubein zum Topscorer. Bester Scorer in der Geschichte der Bruins.
- Glenn Hall  
(1955–1971, G)
War der große Rückhalt der Black Hawks bei deren Stanley-Cup-Sieg 1961. Sein Butterfly-Stil bescherte ihm elf Nominierungen ins NHL All-Star Team.
- Tim Horton   
(1951–1974, D)
Exzellenter Allround-Verteidiger und mehrfacher Stanley-Cup Sieger. Galt als Turm in der Schlacht. Gründer einer Restaurant-Kette, verstarb bei einem Autounfall nach einem Spiel.
- Jean Béliveau 
(1953–1971, C)
Herausragender Schlittschuhläufer und Führungspersönlichkeit auf und neben dem Eis.
- Henri Richard 
(1955–1975, RW)
„Pocket Rocket“ nannte man den kleinen Bruder von Maurice Richard. Kein anderer Spieler übertrifft seine elf Stanley Cups.
- Max Bentley  
(1940–1954, C)
Technisch sehr versierter Center, mit dem häufig der junge Wayne Gretzky verglichen wurde.
- Bill Durnan 
(1943–1950, G)
Erst mit 28 Jahren kam er in die NHL und spielte auch nur sieben in dieser. In sechs Spielzeiten wählte man den Torwart, der mit zwei Fanghandschuhen spielte, zum besten Torwart der Liga.
- Pierre Pilote 
(1955–1969, D)
Begann erst spät mit dem Eishockey, wurde aber zum dominierenden Mann an der blauen Linie der Black Hawks.
- Ted Lindsay 
(1944–1965, LW)
Vier Stanley-Cup-Siege an der Seite von Gordie Howe als bester Linksaußen seiner Zeit, gründete die erste Spielergewerkschaft.
- Dickie Moore (Eishockeyspieler)   
(1951–1968, LW)
Einer der besten Mannschaftsspieler im großen Team der Canadiens. Er wurde während seiner gesamten Karriere von zahlreichen Verletzungen geplagt.
- Ted Kennedy 
(1942–1957, C)
Langjähriger Kapitän der Maple Leafs und ein Ass beim Bully.

### Die große Expansion (1967–1979)

#### Neue Teams und alte Hackordnung
In die Saison 1967/68 startete die NHL mit sechs neuen Teams. Während die „Original Six“-Teams in der Eastern Division spielten, kamen in der Western Division die Los Angeles Kings, Minnesota North Stars, California Seals, Philadelphia Flyers, Pittsburgh Penguins und St. Louis Blues hinzu. Bereits im November 1967 wurden die California Seals in Oakland Seals umbenannt. Auf tragische Weise waren die Seals auch an einem anderen Ereignis beteiligt. Bei einem Spiel gegen die North Stars am 13. Januar 1968 fiel Minnesotas Center Bill Masterton nach einem Check auf den Hinterkopf und erlag zwei Tage später seinen Verletzungen. Bis heute ist es der einzige Todesfall in der NHL, der direkt auf eine Verletzung in einem Spiel zurückzuführen ist. Als Folge entschieden sich zahlreiche Spieler, einen Helm zu tragen, was bis dahin eher als unüblich galt.
Nachdem im Stanley Cup immer die Sieger von Eastern und Western Division aufeinandertrafen, schafften es die St. Louis Blues, in den ersten drei Jahren in die Finalserie einzuziehen. Der Rückhalt des Teams war der erfahrene Torwart Glenn Hall, der ab der zweiten Saison mit Jacques Plante noch hervorragende Unterstützung erhielt. Eine Chance gegen die alten Teams hatten die neuen jedoch noch nicht. Für Aufsehen sorgte ein junger Verteidiger bei den Boston Bruins. Bobby Orr revolutionierte mit seiner Spielweise die Rolle des offensiven Verteidigers. Als erster Verteidiger erreichte er über 100 Punkte in einer Saison und wurde Topscorer der gesamten Liga.
Zur Saison 1970/71 kamen die Buffalo Sabres und die Vancouver Canucks dazu. Beide Teams wurden in die Eastern Division mit den ehemaligen „Original Six“-Teams eingruppiert und taten sich anfangs gegen die Konkurrenz schwer. Um zwei gleich große Divisions zu erhalten, wechselten die Chicago Blackhawks in die Western Division. Nachdem sie bereits die Vorsaison als bestes Team der regulären Saison abschließen konnten, dominierten sie auch die kommenden drei Jahre im Westen. In den ersten beiden Spielzeiten führten sie ihre Division mit 20 Punkten Vorsprung an. Die Oakland Seals benannten sich im Sommer 1970 in California Golden Seals um.
Gordie Howe, der mit seinem 700. Tor im Jahr 1968 einen Meilenstein setzte, beendete als unangefochtener Rekordscorer nach der Saison 1971/72 genau wie Jean Béliveau seine Karriere.

#### Aufstieg der Expansion Teams und Konkurrenz durch die WHA
Zum Anfang des Jahres 1971 starteten Bemühungen mit der World Hockey Association eine Konkurrenz zur NHL aus der Taufe zu heben. Anfangs wurde die Liga von der NHL nur belächelt, aber mit den neuen Teams, den Islanders, dem zweiten Team in New York, die zur Saison 1972/73 in der Eastern Division starteten und den Atlanta Flames, die zur selben Spielzeit als erstes NHL-Team im Südosten der USA in der Western Division antraten, versuchte man der WHA den Markt streitig zu machen. Die WHA versuchte zum einen in Städten ohne NHL-Franchise wie Québec, Ottawa, Winnipeg und Edmonton in Kanada und Houston und Phoenix im Südwesten der USA Fuß zu fassen, zum anderen wollte man der NHL auch in renommierten Städten wie Chicago, Boston und Philadelphia die Stirn bieten. Spätestens mit der Verpflichtung einiger NHL-Stars wie Bobby Hull, Gerry Cheevers, Bernie Parent und Derek Sanderson wurde die WHA wirklich als Konkurrent ernst genommen. Als weiterer Schlag für die NHL feierte Gordie Howe sein Comeback in der WHA, wo er gemeinsam mit seinen beiden Söhnen Mark und Marty spielte.
In der Saison 1973/74 gewann mit den Philadelphia Flyers zum ersten Mal einer der neuen NHL-Klubs den Stanley Cup, die in der folgenden Spielzeit den Titel sogar verteidigen konnten. Da in diesem Jahr zwei neue Teams in die NHL hinzugekommen waren, wurde auch die Liga-Struktur angepasst. Die Prince of Wales Conference wurde in die nach dem Gründer der Boston Bruins benannte Adams Division mit den Boston Bruins, Buffalo Sabres, California Golden Seals und Toronto Maple Leafs, sowie die nach dem ehemaligen Besitzer der Detroit Red Wings benannte Norris Division mit den Detroit Red Wings, Los Angeles Kings, Montréal Canadiens, Pittsburgh Penguins und den neuen Washington Capitals aufgeteilt. Die nach dem damaligen NHL-Präsidenten Clarence Campbell benannte Campbell Conference war in die nach Lester Patrick, einem der Gründungsväter der New York Rangers, benannte Patrick Division mit den Atlanta Flames, New York Islanders, New York Rangers und Philadelphia Flyers, sowie die nach Conn Smythe, dem Gründer der Toronto Maple Leafs, benannte Smythe Division mit den Chicago Black Hawks, Minnesota North Stars, St. Louis Blues, Vancouver Canucks und den ebenfalls neuen Kansas City Scouts unterteilt.
In der WHA bekamen immer wieder Teams finanzielle Schwierigkeiten, doch auch in der NHL brachte die Saison 1976/77 zwei Umzüge mit sich. Bereits zwei Jahre nach ihrer Gründung zog das Team aus Kansas City nach Denver und spielte dort als Colorado Rockies. Der andere Umzug war von kürzerer Dauer. Aus den California Golden Seals wurden für zwei Jahre die Cleveland Barons. Nach der Saison 1977/78 wurde das Team mit den Minnesota North Stars zusammengelegt.

#### Die Fusion mit der WHA
Die Probleme in der WHA wurden größer und schon im Juni 1977 verhandelte man mit der NHL über einen Zusammenschluss. Sechs der acht WHA-Franchises wollten in die NHL übertreten, doch die Verhandlungen scheiterten noch, ehe man 1978 erneut verhandelte. Mit inzwischen 17 NHL-Franchises wollte man drei zusätzliche aufnehmen. Ursprünglich sollten die New England Whalers und die Edmonton Oilers schon zur Saison 1978/79 der NHL beitreten, während die Winnipeg Jets noch ein Jahr warten sollten, bis ihre Halle an die damaligen NHL-Vorschriften und -Richtlinien angepasst war. Unklar war die Zukunft der Québec Nordiques, während man seitens der NHL definitiv kein Interesse an der Aufnahme der vier anderen WHA-Teams hatte. Doch eine Einigung konnte wiederum nicht erzielt werden. Die WHA verkündete, dass man sich auch eine Ausdehnung der Liga nach Europa vorstellen könnte, und so stand auch die NHL unter einem gewissen Druck, wobei einige Teams trotzdem meinten, man könnte den Kollaps der WHA abwarten. Die WHA-Teams hatten sich inzwischen mit zahlreichen hoffnungsvollen Junioren verstärkt. Unter ihnen stach vor allem der 17-jährige Wayne Gretzky heraus. Ihn wollte man um jeden Preis in die NHL holen. Bei einer Abstimmung am 8. März 1978 entschieden sich noch fünf Teams gegen eine Aufnahme der neuen Teams. Darunter waren auch die Montréal Canadiens, denen man dies in Kanada besonders übel nahm, sollten doch drei weitere kanadische Teams aus der WHA in die NHL wechseln. Nach einem immensen Druck der Öffentlichkeit stimmten am 22. März nur noch drei Teams gegen die Aufnahme von vier WHA-Teams. Somit stand einer Aufnahme in der NHL und einer damit verbundenen Erweiterung auf 21 Teams nichts mehr im Wege.

#### Bekannte Spieler der Expansion-Jahre
(aktive Zeit und Position in Klammern)
- Ken Dryden 
(1970–1979, G)
Nur sieben volle Spielzeiten war er aktiv. Dabei gewann er als bester Torwart fünfmal die Vezina Trophy und vier Stanley Cups.
- Bobby Orr 
(1966–1979, D)
Der beste Verteidiger aller Zeiten pulverisierte bestehende Verteidigerrekorde und änderte das Spiel nachhaltig.
- Bobby Hull  
(1957–1980, LW)
Er führte die einst schwachen Blackhawks an die Spitze der NHL. Nach seinem Wechsel in die WHA wurde er in Winnipeg zum „Golden Jet“.
- Bobby Clarke 
(1969–1984, C)
Von ihm angeführt, gelang es den Flyers als erstes Expansion Team den Stanley Cup zu gewinnen.
- Bernie Parent   
(1965–1979, G)
Schon in jungen Jahren ein Star. Nach seiner Rückkehr aus der WHA hatte er großen Anteil an den zwei Stanley Cups der Flyers.
- Larry Robinson  
(1972–1992, D)
Bei den Canadiens gehörte er zu den Big Three in der Verteidigung. Sechs Mal holte der robuste Spieler den Stanley Cup.
- Guy Lafleur  
(1971–1991, RW)
Einer der besten Rechtsaußen der NHL-Geschichte, wurde von 1975 sechs Mal in Folge ins All-Star Team gewählt.
- Marcel Dionne   
(1971–1989, C)
In seiner Zeit bei den Kings führte er die Triple Crown Line an und konnte in Gretzkys erster Saison den Titel des Topscorers gewinnen.
- Tony Esposito (Eishockeyspieler) 
(1968–1984, G)
In seiner Rookie-Saison blieb er in 15 Spielen ohne Gegentor. So viele Shutouts schaffte kein anderer NHL-Torwart in der modernen Zeit des Eishockeys.
- Börje Salming  
(1973–1990, D)
Er war der erste Europäer, den man in der NHL als Star bezeichnen konnte.
- Stan Mikita
(1959–1980, C)
Der aus der Slowakei stammende Spieler war mit Bobby Hull für den Aufstieg der Blackhawks verantwortlich und brillierte durch seine Fairness.
- Gilbert Perreault 
(1970–1987, RW)
Als Mitglied der French Connection war er der dominierende Spieler in Reihen der Buffalo Sabres.
- Denis Potvin 
(1973–1988, D)
Nach der Zeit von Bobby Orr war er der Star unter den NHL-Verteidigern. In den 80ern war er die Stütze für vier Stanley Cups der Islanders in Folge.
- Serge Savard  
(1966–1983, D)
Im Schatten vieler Stars in Montreal war er bei sieben Stanley Cup Siegen eine feste Größe in der Verteidigung der Canadiens.
- Phil Esposito  
(1963–1981, C)
Als erster schaffte er 100 Punkte in einer Saison. In der Glanzzeit der Bruins war Esposito der Topscorer der Liga.
- Darryl Sittler   
(1970–1985, C)
In einer schwachen Phase Torontos schaffte er es zum punktbesten Spieler im Trikot der Maple Leafs.

### Wayne Gretzky und die 80er Jahre (1980–1989)

#### Vier neue Teams aus der WHA und Dominanz der Islanders
Mit den Edmonton Oilers, Hartford Whalers, Québec Nordiques und Winnipeg Jets hatte die NHL nun vier neue Teams zu integrieren, die sich in ihrer ersten Saison noch schwer taten. Während die Teams noch in den hinteren Tabellen-Regionen rangierten, waren einzelne Spieler wie Mike Rogers und Blaine Stoughton von den Hartford Whalers unter den acht Spielern, die in dieser Spielzeit auf 100 Scorerpunkte oder mehr kamen. Ganz oben in der Scorerliste schaffte es Marcel Dionne, sich aufgrund der mehr erzielten Tore noch vor Wayne Gretzky zu platzieren, der ebenfalls 137 Punkte erreichte. Im selben Jahr wurde in der NHL auch die Helmpflicht eingeführt. Alle neuen Spieler mussten einen Helm tragen, während den Spielern, die schon in der Vergangenheit ohne Kopfschutz spielten, dies auch weiterhin gestattet wurde.
In den kommenden Jahren dominierte Gretzky die Scorerliste beinahe nach Belieben und knackte die 200-Punkte-Marke als erster und bis heute einziger Spieler. Den Stanley Cup gewann in diesen Jahren jedoch ein anderes Team. Die New York Islanders schlossen in den Jahren von 1980 bis 1983 vier Mal in Folge die Playoffs erfolgreich ab. In ihren Reihen standen mit Anders Kallur und Stefan Persson zwei Schweden, die dabei auch zu den ersten europäischen Stanley-Cup-Siegern wurden.
In der Saison 1980/81 zog das südöstlichste Team der NHL, die Atlanta Flames, nach Calgary um. Hier fand das Franchise in der Nachbarschaft von Winnipeg, Edmonton und Vancouver eine bessere Ausgangslage. Durch die bevorstehenden Olympischen Winterspiele in Calgary im Jahr 1988 war auch der Bau einer angemessenen Halle absehbar. Im franko-kanadischen Québec sorgten unterdessen die beiden tschechoslowakischen Brüder Anton und Peter Šťastný für Aufsehen, nachdem sie sich bei den Olympischen Winterspielen 1980 in Lake Placid vom Nationalmannschaftskader abgesetzt hatten. Peter, der ältere der beiden, brachte es in seiner Rookie-Saison auf 109 Scorerpunkte. Die Colorado Rockies zogen zur Saison 1981/82 in den Großraum New York und spielten jenseits des Hudson River als New Jersey Devils. In finanziellen Schwierigkeiten steckten die St. Louis Blues vor der Saison 1982/83. Das Team wurde nach Saskatoon in der Provinz Saskatchewan in die kanadische Prärie verkauft, aber die Besitzer der anderen Teams intervenierten. Die NHL übernahm das Team und verkaufte es für drei Millionen US-Dollar weiter. Die Blues nahmen in dieser Saison nicht am NHL Entry Draft teil.

#### Edmonton und die Gretzky-Show

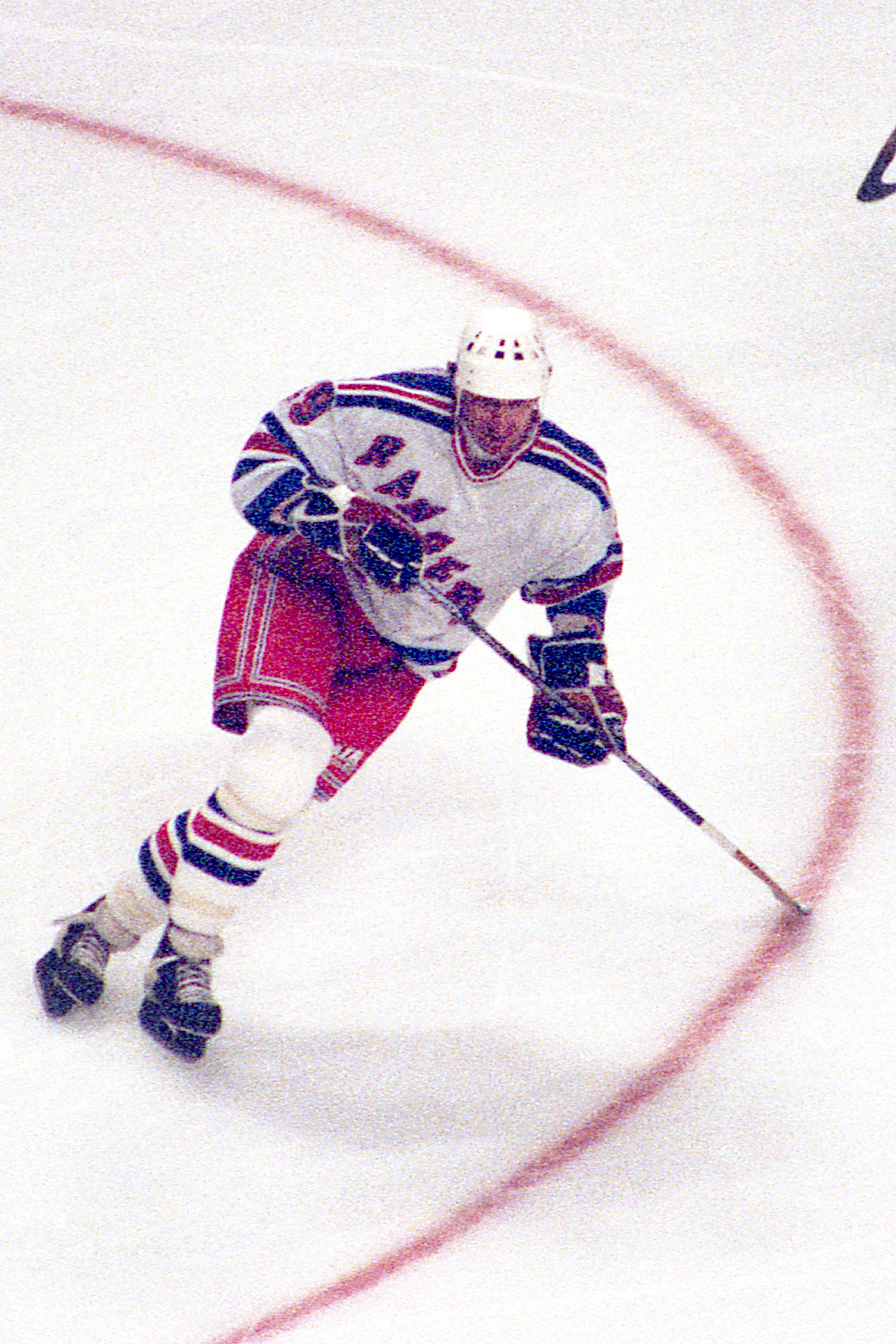
Wayne Gretzky im Trikot der New York Rangers

In der Saison 1983/84 wurde in der regulären Saison wieder eine fünfminütige Overtime bei Spielen, die nach den regulären 60 Minuten unentschieden standen, eingeführt. In diesem Jahr gelang es Gretzky erstmals die Edmonton Oilers zum Stanley-Cup-Sieg zu führen, doch ebenso großen Anteil am Erfolg hatten auch seine Mannschaftskollegen. Mit Grant Fuhr im Tor, dem offensivstarken Verteidiger Paul Coffey und Angreifern wie Mark Messier, Jari Kurri und Glenn Anderson, um nur einige zu nennen, war das gesamte Team erstklassig besetzt. Doch Gretzky war der Star und dominierte die Bestenlisten beinahe nach Belieben. Nur Mario Lemieux, der 1984 sein Debüt in der NHL gegeben hatte, gelang es zwei Mal mehr Punkte zu sammeln als Gretzky.
Mit seinen Oilers gewann Gretzky von 1984 bis 1988 insgesamt vier Stanley Cups, obwohl 1985 erfolglos versucht worden war, die Dominanz der Oilers einzudämmen. Häufig versuchte Edmonton Spielsituationen zu forcieren, bei denen bei beiden Teams jeweils ein Spieler auf die Strafbank musste. Dadurch nutzten die spielerisch starken Oilers um Gretzky den zusätzlichen Platz auf dem Eis bei den sogenannten Vier-gegen-Vier-Situationen zu Toren aus. Die NHL änderte die Regeln dahingehend, dass ab 1985 bei einer solchen Situation mit unveränderter Mannschaftsstärke weitergespielt wurde. Diese Regeländerung wurde als „Lex Gretzky“ bezeichnet.
Für großes Aufsehen sorgte am 9. August 1988 die Nachricht, dass Gretzky die Oilers verließ und für die Los Angeles Kings auf Punktejagd gehen würde. Edmonton gewann in der Saison 1988/89 nicht den Stanley Cup, den sich die Calgary Flames sicherten und Mario Lemieux fehlte nur ein Punkt, um neben Gretzky ebenfalls 200 Punkte in einer Saison zu erreichen. Die Buffalo Sabres verhalfen Alexander Mogilny zur Flucht aus der Sowjetunion nach Nordamerika und sicherten sich so einen der talentiertesten russischen Spieler der damaligen Zeit. Dies sorgte in der Sowjetunion für großen Ärger, aber dennoch wurde entschieden zur Spielzeit 1989/90 einigen verdienten Spielern die Türen in die NHL zu öffnen. Darunter waren unter anderem Wjatscheslaw Fetissow, Sergei Makarow und Igor Larionow. Wayne Gretzky schaffte in dieser, seiner elften Saison, den Sprung zum punktbesten Spieler aller Zeiten, als er in einem Spiel gegen seinen Ex-Club Gordie Howes bisherige Bestmarke von 1.850 Punkten übertraf. Besonders überraschten die Edmonton Oilers, denen es ohne Gretzky 1990 noch einmal gelang, den Stanley Cup zu gewinnen.

#### Bekannte Spieler der 1980er Jahre
(aktive Zeit und Position in Klammern)
- Grant Fuhr      
(1981–2000, G)
Als Rückhalt der Oilers stand er bei vier Stanley-Cup-Siegen im Tor.
- Raymond Bourque  
(1979–2001, D)
Nach vielen Jahren als dominierender Verteidiger der Bruins wechselte er in seinem letzten Jahr nach Colorado, um dort endlich den Stanley Cup zu gewinnen. Er hält immer noch diverse Rekorde für Verteidiger, wie die meisten Punkte, Tore und Vorlagen. Zudem nahm er an jedem All-Star Game während seiner Karriere teil.
- Wayne Gretzky    
(1979–1999, C)
„The Great One“ nennt man den besten Spieler aller Zeiten. Er setzte zahlreiche Rekorde für die Ewigkeit, hatte mehrere Spielzeiten mit über 200 Punkten und führt die ewigen Bestenlisten der NHL mit einem sehr großen Vorsprung an.
- Jari Kurri    
(1980–1998, RW)
Die perfekte Ergänzung an der Seite von Wayne Gretzky. Stand oft in seinem Schatten und hatte doch großen Anteil an den Erfolgen von Gretzky.
- Cam Neely  
(1983–1996, RW)
Der körperlich robuste Neely war der Prototyp des heutigen Power Forward. Er leitete einen Trend ein, der viele ähnliche Spielertypen folgen ließ.
- Billy Smith  
(1971–1989, G)
Als er vom Ersatzmann zum Stammtorwart avancierte, holten die Islanders vier Stanley Cups in Folge.
- Mark Howe   
(1979–1995, D)
Immer stand er im Schatten seines Vaters, in den 80er Jahren zählte er aber selbst zu den besten Verteidigern in der NHL.
- Mark Messier   
(1979–2004, C)
In der Zeit nach Gretzky führte er die Oilers noch einmal zu einem Stanley-Cup-Sieg. Als er den Cup vier Jahre später mit den Rangers holte, wurde er zum ersten Spieler, der als Kapitän mit zwei Mannschaften den Cup holen konnte.
- Mike Gartner    
(1979–1998, C)
In 15 aufeinanderfolgenden Jahren konnte Gartner mehr als 30 Tore erzielen. Seine Torgefährlichkeit stellte er auch mit vier Treffern in einem All-Star-Spiel unter Beweis.
- Bob Gainey 
(1973–1989, LW)
Gainey entwickelte sich zu einem der stärksten Defensiv-Stürmer der NHL-Geschichte und ebnete den Weg für weitere Stürmer deren Qualitäten im Defensivspiel lagen.
- Tom Barrasso   
(1983–2003, G)
Barrasso war nicht nur der beste Rookie seines Jahrgangs, sondern konnte auch gleich in seinem ersten Jahr als bester Torwart der Liga die Vezina Trophy gewinnen.
- Rod Langway  
(1977–1992, D)
Nach einem Stanley Cup mit Montreal zählte er zu den Eckpfeilern bei den Washington Capitals. Dort holte er zweimal die Norris Trophy
- Mike Bossy 
(1977–1987, RW)
Als Topstürmer führte er die Islanders zu vier Stanley Cups. In nur 656 Spielen erreichte er die 1.000-Punkte-Marke. Nur zwei Spieler benötigten weniger Spiele.
- Peter Šťastný 
(1980–1995, C)
Nach seiner Flucht bei den Olympischen Winterspielen 1980 wurde er der erste NHL-Star aus dem Ostblock. Mit acht Punkten in einem Spiel steht er bis heute in den Rekordbüchern der NHL.
- Guy Carbonneau   
(1981–2003, C)
Als defensiver Angreifer hatte er großen Anteil an zwei Stanley-Cup-Siegen mit den Canadiens und einem mit den Stars. Er selbst gewann dreimal die Frank J. Selke Trophy
- Paul Coffey     
(1980–2001, D)
Wandelte auf den Spuren von Bobby Orr und brach mit 48 Toren in einer Saison als Verteidiger auch einen seiner Rekorde. Er half den Oilers mit seiner offensiven Ausrichtung bei drei Stanley Cups und holte den Cup noch einmal mit den Penguins.
- Larry Murphy     
(1978–2001, D)
Er machte sich in den achtziger Jahren einen Namen, als einer der Top-Verteidiger der Liga und holte als einziger Spieler in den 90ern vier mal den Stanley Cup.
- Bryan Trottier 
(1975–1994, C)
Schon als Rookie machte er mit 95 Punkten auf sich aufmerksam. Von 1980 bis 1982 machte er in 27 aufeinanderfolgenden Playoff-Spielen mindestens einen Punkt.
- Michel Goulet 
(1979–1994, LW)
Einer der gefährlichsten Torjäger der NHL. Er schaffte in sieben Spielzeiten über 40 Tore und scheiterte nur in seinem letzten Jahr an der 20-Tore-Marke.
- Ron Francis   
(1981–2004, C)
Als hervorragender Spielmacher führte er die Whalers schon mit 22 Jahren als Kapitän. Mit 1.249 Vorlagen wird er in der NHL nur von Wayne Gretzky übertroffen.

### Die NHL wächst von 21 auf 28 Teams (1990–1999)

#### Weitere Expansion und Streiks
Den ersten Teil der 1990er-Jahre dominierte Mario Lemieux mit seinen Pittsburgh Penguins. Neben ihm standen weitere Stars wie Jaromír Jágr, Paul Coffey und Ron Francis in den Reihen des Teams, das sowohl in der Saison 1990/91 als auch im darauffolgenden Jahr den Stanley Cup gewinnen konnte. Bereits im Mai 1990 hatte man das Team der Minnesota North Stars an einen neuen Besitzer verkauft. Hierbei erhielten diese den Zuschlag, ihr Franchise, das 1978 mit den Cleveland Barons zusammengelegt worden war, wieder aufzuspalten und ein zusätzliches Team in Kalifornien zu gründen. So kam zur Saison 1991/92 mit den San Jose Sharks ein 22. Team in die NHL, nachdem die Spieler der North Stars im Dispersal Draft zwischen beiden Teams aufgeteilt worden waren. In diesem Jahr bereitete der NHL erstmals die Diskussion über eine Gehaltsobergrenze Schwierigkeiten. Vom 1. April 1992 an traten die Spieler aller Teams für zehn Tage in Streik und schafften es die sogenannte „Salary Cap“ abzuwenden.
Auch ein Hoffnungsträger der NHL weigerte sich zu spielen. Beim NHL Entry Draft 1991 hatten die Québec Nordiques mit Eric Lindros mit dem ersten Draftrecht einen Spieler ausgewählt, der schon als Nachfolger von Gretzky und Lemieux gehandelt wurde, doch Lindros, aus dem englischsprachigen Teil Kanadas stammend, wollte nicht ins franko-kanadische Québec. Nach langem Tauziehen wechselte er zu den Philadelphia Flyers, die im Gegenzug mit 15 Millionen US-Dollar, fünf Spielern, darunter Peter Forsberg, und zwei Draftrechten für den kommenden Aufschwung der Nordiques sorgten.

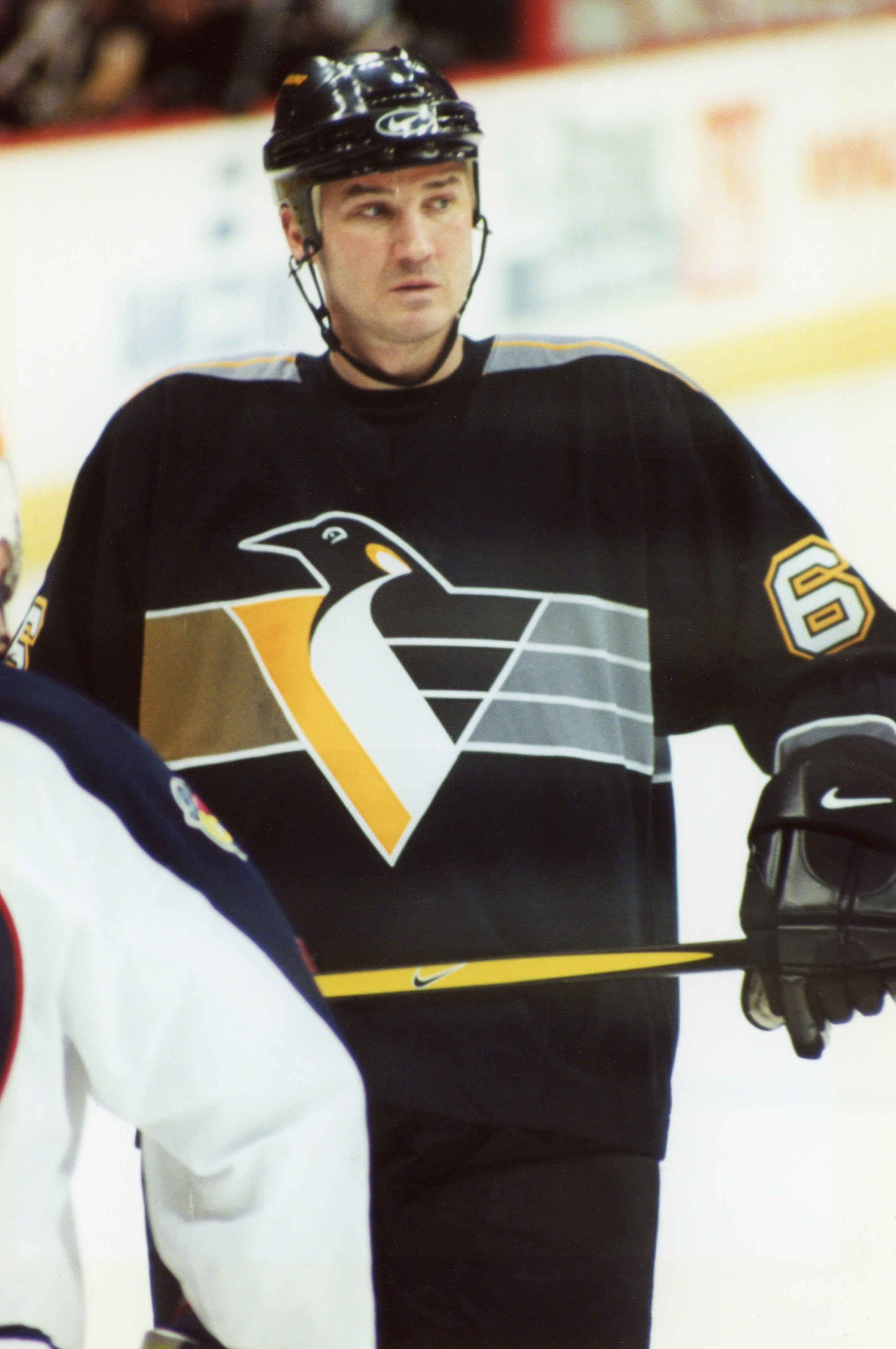
Mario Lemieux gewann zu Beginn der 1990er Jahre mit den Pittsburgh Penguins zwei Stanley Cups

Wayne Gretzky war in der Saison 1992/93 auf dem besten Wege die Los Angeles Kings zum Titel zu führen, doch in den Finalspielen unterlagen sie den Montréal Canadiens, die in diesem Jahr nur Spieler aus Nordamerika im Kader hatten und somit keinen einzigen Europäer. Seit den Islanders in der Saison 1979/80 war immer mindestens ein Europäer im Kader des Stanley-Cup-Siegers und auch danach wuchs die Zahl der Spieler aus Europa immer stärker an.
Erneut hatte die NHL eine größere Erweiterung vor sich. Im Jahr 1992 bekam die kanadische Hauptstadt Ottawa wieder ein NHL-Team. Wie 58 Jahre zuvor wurde das Franchise Ottawa Senators getauft. Damit spielten in der Liga acht kanadische Teams, die größte Anzahl, die je in der einst rein kanadischen Liga spielte. Mit den Tampa Bay Lightning bekam zudem Florida sein erstes NHL-Team und ein Jahr später erhielten sie in Miami Unterstützung von den Florida Panthers. Zusätzlich gründete die Walt Disney Company mit den Mighty Ducks of Anaheim ein zweites Team in der Region von Los Angeles. Neben den neuen Teams, die vermehrt ihren Standort in den südlichen Bundesstaaten der Vereinigten Staaten hatten, zog auch der Klub aus Minnesota um und spielte ab der Saison 1993/94 als Dallas Stars im US-Bundesstaat Texas. Den Stanley Cup holten in dieser Saison die New York Rangers, denen dies zuletzt 54 Jahre zuvor, in der Saison 1939/40, gelungen war.
Der Start in die Saison 1994/95 wurde von einer Auseinandersetzung der Spielergewerkschaft National Hockey League Players’ Association NHLPA und der Liga überschattet. Wie schon im April 1992 konnte man sich nicht über die Einführung einer Gehaltsobergrenze pro Team einigen. Die Spieler traten in einen Streik und verbrachten die Saison zum Teil bei europäischen Klubs, wo sie sich fit hielten. Erst mit einer Verspätung von 103 Tagen begann die Saison am 11. Januar 1995. Man spielte nach einem verkürzten Spielplan und ließ das All-Star Game ausfallen.

#### Starke Red Wings und der Umzug der ehemaligen WHA-Teams

Logo der NHL bis zum Lockout im Jahr 2005

Waren in der ersten Hälfte der 1990er Jahre noch die Teams aus dem Osten dominierend, so verschob sich das Kräfteverhältnis mit der Saison 1995/96 ganz klar in den Westen. Die Detroit Red Wings, die nach den Jahren der Original Six eine Durststrecke zu durchleben hatten, unterlagen 1995 in den Stanley-Cup-Finals noch einmal den New Jersey Devils. Sie dominierten auch die kommende Saison, doch im Finale der Western Conference beendete ein neues Team ihre Titelhoffnung erneut. Die einst aus der WHA gekommenen Québec Nordiques waren vor dieser Saison umgezogen und konnten bereits in ihrer ersten Saison als Colorado Avalanche den Stanley Cup gewinnen und nach Denver holen. Im letzten Finalspiel gegen die Florida Panthers, dem ersten der neuen Expansion Team, das es in die Finalserie schaffte, konnte Uwe Krupp in der dritten Overtime das entscheidende Tor erzielen. Krupp war damit der erste Deutsche, der den Stanley Cup gewinnen konnte. In den Spielzeiten 1997 und 1998 waren dann aber die Red Wings am Zug und konnten den Stanley Cup zweimal in Folge gewinnen. Großen Anteil an den Erfolgen hatten hierbei die sogenannten Russian Five.
Auch der Verkauf der ehemaligen WHA-Teams ging weiter. Zur Saison 1996/97 zog das ehemalige Team der Winnipeg Jets ins sonnige Arizona und spielte dort als Phoenix Coyotes und auch die Hartford Whalers konnten sich in ihrer Heimat nicht halten und spielten ab der Saison 1997/98 als Carolina Hurricanes in Greensboro im US-Bundesstaat North Carolina. Die Edmonton Oilers waren damit das einzige Franchise, das von den einst vier WHA-Teams übergeblieben war.
Mit den Nashville Predators bekam die NHL 1998 ihr 27. Franchise, wodurch die Liga umstrukturiert wurde. Ab der Saison 1998/99 spielte man in sechs regionalen Divisions mit später jeweils fünf Teams. 1999 ehrte die Liga mit Wayne Gretzky ihren größten Spieler, in dem Gretzkys Rückennummer 99 gesperrt wurde. Die Nummer 99 wird seither an keinen Spieler mehr vergeben.
Fast 20 Jahre nach dem Umzug der Atlanta Flames kehrte die NHL in die Stadt zurück. Nachdem die Stadt ein neues Stadion gebaut hatte, nahmen die Atlanta Thrashers ab der Millennium-Saison ihre Geschäfte auf.

#### Bekannte Spieler der 1990er Jahre
(aktive Zeit und Position in Klammern)
- Patrick Roy  
(1985–2003, G)
Der dreimalige Sieger der Vezina Trophy verließ bei 551 Spielen das Eis als Sieger. Diese Marke war lange Rekord in der NHL bis Martin Brodeur sie brach.
- Chris Chelios  
(1983–2009, D)
In seiner Zeit bei den Blackhawks war der dreimalige Gewinner der James Norris Trophy das Aushängeschild seines Teams.
- Mario Lemieux
(1984–2005, C)
Zwei Stanley Cups gewann er mit seinen Penguins. Kein anderer Spieler kam Wayne Gretzky so nahe wie „Super Mario“. Mit 199 Punkten in der Saison 1988/89 scheiterte der dreifache Gewinner der Hart Memorial Trophy nur knapp an der 200-Punkte-Marke.
- Steve Yzerman 
(1983–2006, C)
Ein Leben für die Red Wings, bei denen er 20 Jahre, so lange wie kein anderer, Kapitän war. Dreimal konnte er dabei den Stanley Cup in Händen halten.
- Eric Lindros    
(1992–2007, C)
Als Nachfolger von Gretzky und Lemieux gehandelt, verweigerte er einen Vertrag in Québec. Führte die Flyers 1997 in die Finalserie, wurde in seiner Karriere aber durch mehrere Gehirnerschütterungen gehandicapt.
- Mark Recchi     
(1988–2011, RW)
Einer der erfolgreichsten Rechtsaußen aller Zeiten, nur zwei rechte Flügelstürmer haben in ihrer Karriere mehr Tore vorgelegt als er.
- Dominik Hašek  
(1990–2008, G)
Nachdem er sich in Chicago nicht durchsetzen konnte, wechselte er zu den Sabres und wurde zum Star, gewann sechs Mal die Vezina Trophy und zweimal die Hart Memorial Trophy.
- Al MacInnis  
(1992–2003, D)
Zwölf Mal wurde er in eines der All-Star Teams gewählt. In fast allen Scorer-Kategorien liegt er auf Platz drei unter den Verteidigern.
- Jaromír Jágr  
(1990–2008, 2011–2018 RW)
Seine Karriere begann er an der Seite von Mario Lemieux und entwickelte sich zu einem der konstant besten Scorer der NHL. Viermal gewann er als bester Scorer die Art Ross Trophy.
- Doug Gilmour      
(1983–2003, C)
Als Spielmacher führte er die Maple Leafs Anfang der 90er an. Seine beiden Stanley Cups gewann er aber mit den Flames und den Devils.
- Joe Sakic  
(1988–2009, C)
Nur der Umzug von Québec nach Denver ließ ihn das Team wechseln. Von 1991 bis 2007 wurde er nur einmal nicht für das All-Star Game berufen. Er gewann in dieser Zeit alle wichtigen Trophäen.
- Claude Lemieux    
(1983–2003, 2008–2009, RW)
Bekannt als Raubein war er beim Stanley-Cup-Sieg der Devils 1995 einer der Schlüssel zum Erfolg. Er wechselte nach Denver und gewann dort erneut den Cup.
- Ed Belfour  
(1988–2007, G)
Setzte sich in Chicago gegen Dominik Hašek durch. Startete 1991 als Top-Rookie und war danach meist beim NHL All-Star Spiel dabei.
- Phil Housley       
(1982–2002, D)
Bei seinem Karriereende war er mit 1.495 Spielen der US-Amerikaner mit den meisten Einsätzen, inzwischen aber von Chris Chelios überholt.
- Brett Hull    
(1986–2005, RW)
Der Sohn des legendären Bobby Hull erzielte in seiner Karriere 741 Tore. Nur Wayne Gretzky und Gordie Howe waren erfolgreicher.
- Teemu Selänne  
(1992–2014, RW)
Mit beinahe unglaublichen 132 Punkten in seiner ersten NHL-Saison hält er noch heute den Rekord für Rookies. 2007 gewann er den Stanley Cup.
- Mike Modano   
(1988–2011, C)
1988 war er der Top-Pick beim Draft. War das Aushängeschild des Teams in Minnesota und nach dem Umzug in Dallas. Dort führt er auch mit weitem Abstand die Liste der besten Scorer des Teams an.
- Adam Oates       
(1985–2004, C)
Als Spielmacher stand er immer im Schatten anderer Stars, doch am Ende seiner Karriere blickte er auf 1.079 Vorlagen zurück und schaffte es in dieser Kategorie unter die ewigen Top 10.
- Brian Leetch   
(1987–2006, D)
Viele Jahre war er der Chef an der blauen Linie der New York Rangers. Als sein Team 1994 den Stanley Cup gewann, wurde er mit der Conn Smythe Trophy ausgezeichnet.
- Scott Stevens   
(1982–2004, D)
Der beinharte Verteidiger wurde bei den Devils zum Star der 90er Jahre. Er führte sein Team zu drei Stanley-Cup-Siegen. Er stand in 1.635 NHL-Spielen auf dem Eis.
- Brendan Shanahan     
(1987–2009, LW)
Erreichte in seiner Karriere nur zweimal weniger als 50 Punkte in einer Saison. Den Stanley Cup gewann er nach seinem Wechsel zu den Red Wings.
- Luc Robitaille   
(1986–2006, LW)
Der beste Torschütze der Los Angeles Kings ist der erfolgreichste Linksaußen der NHL. Mit 668 Toren und 1394 Punkten führt er die Bestenlisten an.
- Peter Forsberg   
(1994–2007, C)
Im Paket für Eric Lindros nach Québec getauscht, avancierte er zum Glücksgriff für das Franchise. Nach dem Umzug des Teams war er der Star der Avalanche und gewann mit dem Team den Stanley Cup zweimal.
- Pawel Bure  
(1991–2003, RW)
Verdiente sich wegen seiner Schnelligkeit den Namen „Russian Rocket“, führte die Canucks 1994 in die Stanley-Cup-Finals. In seinen Jahren in Florida gewann er zweimal die Maurice Richard Trophy.

### Das neue Jahrtausend (seit 2000)

#### Der Süden macht auf sich aufmerksam
Im Jahr 2000 erreichte die Liga mit der Aufnahme der Minnesota Wild aus Saint Paul im Bundesstaat Minnesota und den Columbus Blue Jackets aus Columbus im Bundesstaat Ohio die Stärke von 30 Mannschaften. Die Wild sind das erste Team aus dem Bundesstaat Minnesota, nachdem die Minnesota North Stars 1993 nach Texas umgesiedelt worden waren. Damals hatte die Liga den Fans versprochen, auch in Zukunft wieder ein Franchise in Minnesota niederlassen zu wollen. Im Jahr 2003 fand in Edmonton das erste reguläre NHL-Spiel unter freiem Himmel statt. Die Begegnung der Edmonton Oilers und Montréal Canadiens wurde als Heritage Classic am 22. November im Commonwealth Stadium bei Temperaturen von −18 °C und vor 57.167 Zuschauern ausgetragen.
Die Saison 2004/05 fiel komplett einem Spielerstreik zum Opfer, nachdem sich Spielergewerkschaft und Liga nicht auf die Verlängerung des Collective Bargaining Agreement hatten einigen können. Die Klubbesitzer forderten aufgrund von im Vergleich zu den Einnahmen überproportional gewachsenen Spielergehältern die Einführung eines Salary Cap, einer Gehaltsobergrenze für Spieler, welche von der National Hockey League Players’ Association allerdings strikt abgelehnt wurde. Nachdem der Saisonstart zunächst auf unbestimmte Zeit verschoben wurde, kündigte Commissioner Gary Bettman am 16. Februar 2005 die Absage der kompletten Spielzeit an. Dies war in der Geschichte des US-Sports die erste Absage einer vollständigen Saison in einer Profiliga. Erst im Juli einigten sich beide Seiten auf ein neues Collective Bargaining Agreement, welches auch eine Gehaltsobergrenze je Verein für Spieler enthielt.
In der ersten Saison nach dem Lockout kam es zu verschiedenen Regeländerungen, wie der Abschaffung von Unentschieden und einer Null-Toleranz-Regel bei der Bestrafung von Behinderungen, welche die Sportart nach der einjährigen Pause schneller und offener gestalten und technisch versierte Spieler bevorzugen sollten. Die zum Teil kontrovers diskutierten Änderungen führten zu einer höheren Torquote pro Spiel. So erzielten die Mannschaften in der Saison 2005/06 im Schnitt 6,1 Tore pro Spiel, was mehr als ein Tor über dem Wert der Spielzeit 2003/04 lag und den höchsten Anstieg seit 1930 bedeutete. Allerdings nahmen die Trefferzahlen pro Spiel in den folgenden Jahren wieder deutlich ab und der bei vielen Teams geringe Spielraum im Gehaltsgefüge ließ nur wenige Transfers zu.

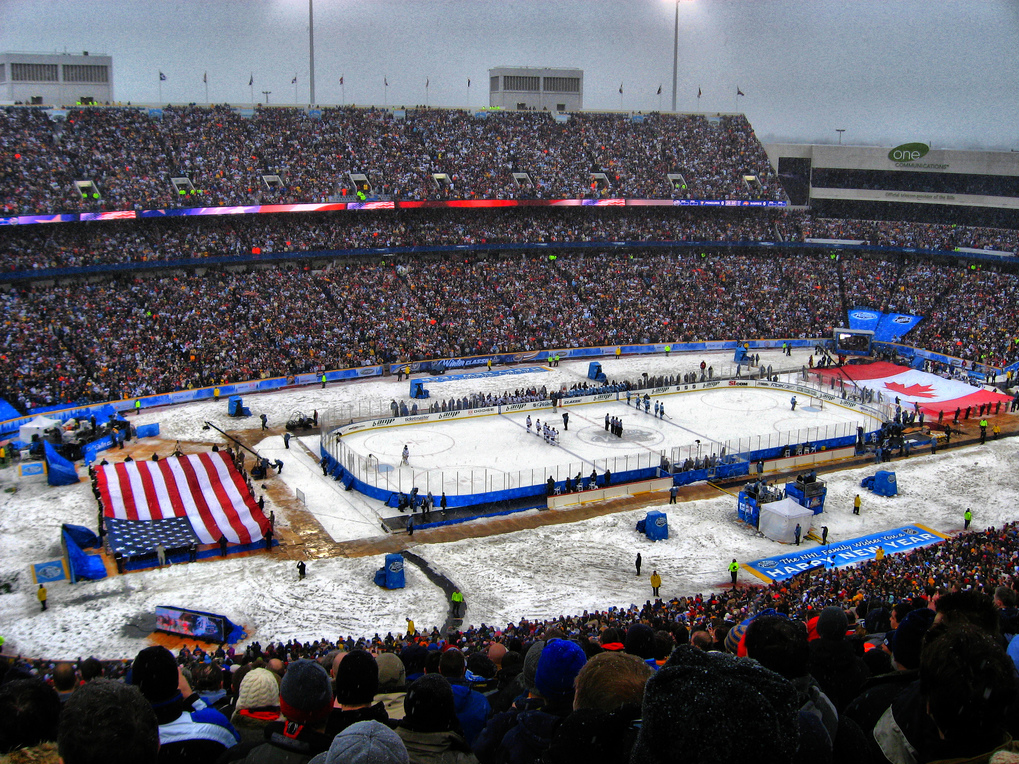
NHL Winter Classic 2008 im Ralph Wilson Stadium

In der Saison 2005/06 begannen zudem die Karrieren von Sidney Crosby und Alexander Owetschkin, die beide noch während ihrer ersten drei Spielzeiten in der Liga sowohl die Art Ross Trophy für den Topscorer als auch die Hart Memorial Trophy für den Most Valuable Player der regulären Saison gewinnen konnten. Der Erfolg des Heritage Classic führte zudem dazu, dass in den folgenden Jahren weitere NHL-Spiele unter freiem Himmel ausgetragen wurden. Die Buffalo Sabres waren am Neujahrstag 2008 Gastgeber des NHL Winter Classic 2008, welches sie vor 71.217 im Ralph Wilson Stadium nach Penaltyschießen gegen die Pittsburgh Penguins verloren. Das zweite Winter Classic wurde am 1. Januar 2009 zwischen den Chicago Blackhawks und den Detroit Red Wings auf dem Wrigley Field ausgetragen, das NHL Winter Classic 2010 fand am 1. Januar 2010 im Fenway Park in Boston zwischen den Boston Bruins und Philadelphia Flyers statt.
Im Sommer 2011 wurden Gerüchte laut, dass versucht wird, wieder ein NHL-Team nach Winnipeg zu holen. Als mögliche Kandidaten galten lange Zeit die Phoenix Coyotes, letztendlich zogen jedoch die Atlanta Thrashers um, womit Atlanta wieder ohne NHL-Team dastand. Um den neuen Namen wurde viel Aufsehen gemacht und lange Zeit war er ein Geheimnis. Erst beim Draft 2011 wurde gelüftet, dass das neue Team unter dem alten Namen Winnipeg Jets antreten wird.
Nachdem es im neuen Jahrtausend zunächst verstärkt zu sinkendem Zuschauerinteresse im US-amerikanischen Fernsehen kam, stiegen die Einschaltquoten, ebenso wie die Besucherzahlen, nach dem Lockout in der Saison 2004/05 wieder an. Um die Liga weltweit besser vermarkten zu können, finden seit 2007 die Eröffnungsspiele auf anderen Kontinenten statt. Nachdem die San Jose Sharks und die Calgary Flames bereits im Vorfeld der Olympischen Winterspiele 1998 eine Partie in Tokio ausgetragen hatten, kam es 2007 zum Aufeinandertreffen der Los Angeles Kings und Anaheim Ducks in der O₂ Arena in London, ein Jahr später trugen vier Teams Spiele in Stockholm und Prag aus.
Seit der Einführung der Salary Cap zur Saison 2005/06, die damals eine Gehaltsobergrenze von 39 Millionen US-Dollar festsetzte, stieg die Höchstgrenze der zu bezahlenden Gehälter jährlich stets um mehrere Millionen US-Dollar. Nachdem die Gehaltsgrenze bis zur Saison 2010/11 auf 59,4 Millionen angehoben wurde, stieg diese für die Spielzeit 2011/12 auf rund 64 Millionen. Die Salary Floor, eine Gehaltsuntergrenze, wurde mit der Einrichtung der Gehaltsobergrenze 2005 ebenfalls festgelegt. Diese betrug zunächst etwa 22 Millionen US-Dollar und wurde bis zur Saison 2010/11 auf 43,4 Millionen hochgeschraubt. Zur Spielzeit 2011/12 wurde die Gehaltsuntergrenze weiter erhöht und auf etwa 48 Millionen angehoben. Schlussendlich wurde im Verlauf des Juni 2011 verkündet, dass die endgültige Salary Cap für die Saison 2011/12 im Vergleich zur Prognose noch um weitere 300.000 US-Dollar angehoben wurde und diese auf 64,3 Millionen festgesetzt wurde. Dies bedeutete eine Erhöhung von beinahe fünf Millionen gegenüber der vorhergehenden Spielzeit.
Mit den Tampa Bay Lightning im Jahr 2004, den Carolina Hurricanes 2006 und Anaheim Ducks 2007 gewannen dreimal in Folge Mannschaften aus dem südlichen Teil der Vereinigten Staaten den Stanley Cup. Zuvor hatte mit den Dallas Stars im Jahr 1999 erst einmal eine Mannschaft der Südexpansion die Trophäe gewonnen.
Seit der Saison 2017/18 nehmen als 31. Team die Vegas Golden Knights am Spielbetrieb der NHL teil. Sie erreichten gleich in der ersten Saison das Stanley-Cup-Finale. Etwas vergleichbares hat im ersten Jahr kein Expansion Team in den großen nordamerikanischen Profiligen erreicht. Darüber hinaus wurde noch am Jahresende offiziell verkündet, dass mit Beginn der Saison 2021/22 ein in Seattle ansässiges 32. Franchise in die Liga aufgenommen werden soll. Dieses erhielt im Juli 2020 den Namen Seattle Kraken. Bereits zur Spielzeit 2024/25 folgte der Utah Hockey Club, der die inoffizielle Nachfolge der Arizona Coyotes antrat, die ihren Spielbetrieb einstellten.

#### Bekannte Spieler der 2000er Jahre
(aktive Zeit und Position in Klammern)
- Martin Brodeur  
(1992–2015, G)
Brodeur stand von 1992 bis 2014 im Tor der New Jersey Devils, mit denen er dreimal den Stanley Cup gewann. Außerdem erreichte der viermal mit der Vezina Trophy ausgezeichnete Torhüter mit dem Team Canada bei den Winterspielen 2002 die Goldmedaille. Brodeur hält alle wichtigen Rekorde für Torhüter in der NHL und gilt als vermutlich bester Torhüter der NHL-Geschichte
- Miikka Kiprusoff 
(2001–2013, G)
Der Finne gewann 2006 sowohl die William M. Jennings Trophy für die wenigsten Gegentore als auch die Vezina Trophy als bester Torhüter. Kiprusoff stellte 2005 mit 1,69 Gegentoren pro Spiel einen neuen NHL-Rekord auf und stand außerdem im NHL All-Star Game 2007.
- Roberto Luongo 
(1999–2019, G)
Der Torhüter nahm an den NHL All-Star Games 2005 und 2007 teil. Der Weltmeister von 2004 und Olympiasieger von 2010 wurde außerdem zweimal ins NHL Second All-Star Team gewählt.
- Jewgeni Nabokow 
(2000–2015, G)
Der Russe wurde bereits in seiner NHL-Premierensaison 2000/01 ins NHL All-Star Game sowie ins NHL All-Rookie Team gewählt. Außerdem erhielt er die Calder Memorial Trophy als Rookie des Jahres. 2008 nahm er erneut am All-Star Game teil.
- Rob Blake  
(1990–2010, D)
Blake gewann mit der Colorado Avalanche 2001 den Stanley Cup. Sieben Mal nahm er an einem NHL All-Star Game teil, 1998 erhielt er die James Norris Memorial Trophy als wertvollster Verteidiger. Mit Kanada gewann er außerdem 2002 Olympiagold.
- Nicklas Lidström 
(1991–2012, D)
Der Schwede gewann mit den Detroit Red Wings vier Mal den Stanley Cup, außerdem kann er elf All-Star-Game-Teilnahmen sowie sieben James Norris Memorial Trophys als bester Verteidiger vorweisen. Gilt als einer der besten Verteidiger der NHL-Geschichte. Mit Schweden gewann er 2006 Gold bei Olympia.
- Scott Niedermayer  
(1992–2010, D)
Niedermayer gewann vier Mal den Stanley Cup, davon drei Mal mit New Jersey. Außerdem nahm der Olympiasieger von 2002 und 2010 an vier All-Star-Spielen teil und gewann 2004 die James Norris Memorial Trophy als bester Abwehrspieler sowie 2007 die Conn Smythe Trophy als MVP der Play-offs.
- Chris Pronger     
(1993–2011, D)
Trotz mehr als 1000 Ligaspielen, fünf All-Star-Game-Teilnahmen sowie vier individuellen Auszeichnungen der Liga, gewann der Abwehrspieler erst 2007 mit den Anaheim Ducks den Stanley Cup. Mit Kanada gewann Pronger die WM 1997 und Olympiagold 2002 und 2010.
- Sergei Subow  
(1993–2009, D)
Subow war als Offensivverteidiger 1994 zusammen mit drei Landsmännern der erste Russe, der den Stanley Cup gewinnen konnte. 1999 wiederholte der Olympiasieger von 1994 den Erfolg mit den Dallas Stars. Außerdem nahm er an drei All-Star-Spielen teil.
- Tony Amonte   
(1991–2007, RW)
Obwohl er fünfmal in ein NHL All-Star Game berufen wurde und knapp 1300 NHL-Spiele absolvierte, konnte der US-Amerikaner mit keinem seiner Teams den Stanley Cup gewinnen. Mit dem Team USA gewann den World Cup 1996 sowie Olympiasilber 2002.
- Sidney Crosby
(seit 2005, C)
Der First Pick von 2005 und mehrfache Topscorer der Liga konnte insgesamt sechs Meilensteine und Auszeichnungen als bislang jüngster Spieler der NHL-Geschichte erreichen. 2007 wurde er jüngster Mannschaftskapitän der NHL-Geschichte. 2009 sowie 2016 und 2017 gewann Crosby mit Pittsburgh den Stanley Cup und 2010 und 2014 wurde er Olympiasieger mit Team Canada.
- Sergei Fjodorow   
(1990–2009, C)
Fjodorow war der erste Russe, der 1000 NHL-Punkte erreichen konnte. Während seiner Karriere gewann er dreimal den Stanley Cup, vier Liga-Auszeichnungen und bestritt sechs All-Star Games. Mit Russland gewann er Olympiasilber und -bronze sowie drei WM-Titel.
- Peter Forsberg   
(1994–2008, 2011 C)
Der Schwede gewann mit der Colorado Avalanche zwei Stanley Cups, außerdem bestritt er fünf All-Star Games und gewann 1995 die Calder Memorial Trophy als bester Rookie, die Hart Memorial Trophy als MVP der Saison 2001/02 sowie den Plus/Minus Award 2003.
- Dany Heatley
(2001–2015, LW)
Der Rookie des Jahres 2002 nahm an drei All-Star Games teil und wechselte 2009 zu den San Jose Sharks, um den Stanley Cup zu gewinnen. Dies gelang jedoch nicht. Mit der kanadischen Nationalmannschaft gewann Heatley die Weltmeisterschaften 2003 und 2004.
- Jarome Iginla    
(1996–2017, RW)
Der Kanadier gewann sieben individuelle Auszeichnungen, davon drei in seiner bislang besten Saison, der Spielzeit 2001/02. Mit dem Team Canada gewann Iginla Gold bei der WM 1997, dem World Cup 2004 sowie den Olympischen Spielen 2002 und 2010.
- Paul Kariya  
(1994–2010, LW)
Kariya nahm an sieben All-Star-Spielen teil, davon zwischen 1999 und 2003 fünfmal in Folge. Als Spieler mit hohem sportlichen Standard und vorbildlichem Benehmen gewann er 1996 und 1997 die Lady Byng Memorial Trophy.
- Teemu Selänne   
(1992–2014, RW)
Der Finne wechselte 1992 in die NHL, wo er als Rookie der Saison ausgezeichnet wurde. Der Stanley-Cup-Gewinner von 2007 nahm an insgesamt zehn All-Star Games teil und gewann 1999 die Maurice Richard Trophy sowie 2006 die Bill Masterton Memorial Trophy.
- Saku Koivu  
(1995–2014, RW)
Der Stürmer spielte vor seinem Wechsel zu den Anaheim Ducks 13 Spielzeiten lang für die Montreal Canadiens und gewann in dieser Zeit die Bill Masterton Memorial Trophy sowie King Clancy Memorial Trophy. Koivu wurde zudem zweimal für das All-Star Game nominiert.
- Ilja Kowaltschuk 
(2001–2013, 2018–2020, LW)
Der zweifache Weltmeister wechselte nach einem erfolgreichen Karrierestart in seiner Heimat 2001 zu den Atlanta Thrashers. Kowaltschuk nahm bislang an drei All-Star Games teil und gewann 2004 die Maurice Richard Trophy als bester Torjäger der regulären Saison. Er kehrte 2013 nach Russland zurück. Zu Beginn der Saison 2018/19 gaben die LA Kings die Verpflichtung von Kowaltschuk bekannt, der somit als aktiver Spieler in die NHL zurückkehrt.
- Markus Näslund 
(1993–2009, LW)
Der Angreifer absolvierte in seiner Karriere über 1000 NHL-Spiele, ohne den Stanley Cup gewinnen zu können. Näslund nahm an fünf All-Star-Spielen teil und wurde 2003 von der NHLPA mit dem Lester B. Pearson Award als MVP der regulären Saison ausgezeichnet.
- Alexander Owetschkin 
(seit 2005, LW/RW)
Der Gewinner der Calder Memorial Trophy 2006 wurde bereits in seinem ersten NHL-Jahr ins NHL First All-Star Team gewählt. Seit 2007 wurde er fünf Mal fürs NHL All-Star Game nominiert und stand fünf Mal in Folge im First All-Star Team. 2008 erhielt er gleich vier, 2009 drei individuelle Auszeichnungen der Liga. Er ist der LW mit den meisten Toren in einer Saison (65 Tore 2007/08).
- Mats Sundin  
(1990–2009, C)
Sundin erreichte 2003 als erster Schwede die 1000-Punkte-Marke. Trotz knapp 1500 NHL-Partien und sieben All-Star-Game-Teilnahmen konnte der dreimalige Weltmeister und Olympiasieger von 2006 nicht den Stanley Cup gewinnen.
- Joe Thornton 
(seit 1997, C)
Der Kanadier spielte bislang sechs All-Star Games und wurde 2006 als Topscorer mit der Art Ross Trophy sowie der Hart Memorial Trophy als wertvollster Spieler er regulären Saison ausgezeichnet. Mit Kanada gewann er den World Cup of Hockey 2004.
- Vincent Lecavalier   
(1998–2016, C)
Der First Pick von 1998 nahm bisher an vier All-Star Games teil und gewann 2007 die Maurice Richard Trophy als bester Torschütze. 2004 gewann er als MVP den World Cup of Hockey 2004 mit dem Team Kanada.

#### NHL All-Decade Team (2010–2019)
| Pos. | Name                 | Team                                     | In der NHL aktiv |
| G    | Marc-André Fleury    | Pittsburgh Penguins Vegas Golden Knights | seit 2003        |
| D    | Drew Doughty         | Los Angeles Kings                        | seit 2008        |
| D    | Duncan Keith         | Chicago Blackhawks                       | seit 2005        |
| F    | Patrick Kane         | Chicago Blackhawks                       | seit 2007        |
| F    | Alexander Owetschkin | Washington Capitals                      | seit 2005        |
| F    | Sidney Crosby        | Pittsburgh Penguins                      | seit 2005        |

| Pos. | Name             | Team                            | In der NHL aktiv |
| G    | Henrik Lundqvist | New York Rangers                | seit 2005        |
| D    | Zdeno Chára      | Boston Bruins                   | seit 1997        |
| D    | Erik Karlsson    | Ottawa Senators San Jose Sharks | seit 2009        |
| F    | Patrice Bergeron | Boston Bruins                   | seit 2003        |
| F    | Steven Stamkos   | Tampa Bay Lightning             | seit 2008        |
| F    | Jewgeni Malkin   | Pittsburgh Penguins             | seit 2006        |

## Regionale Entwicklung

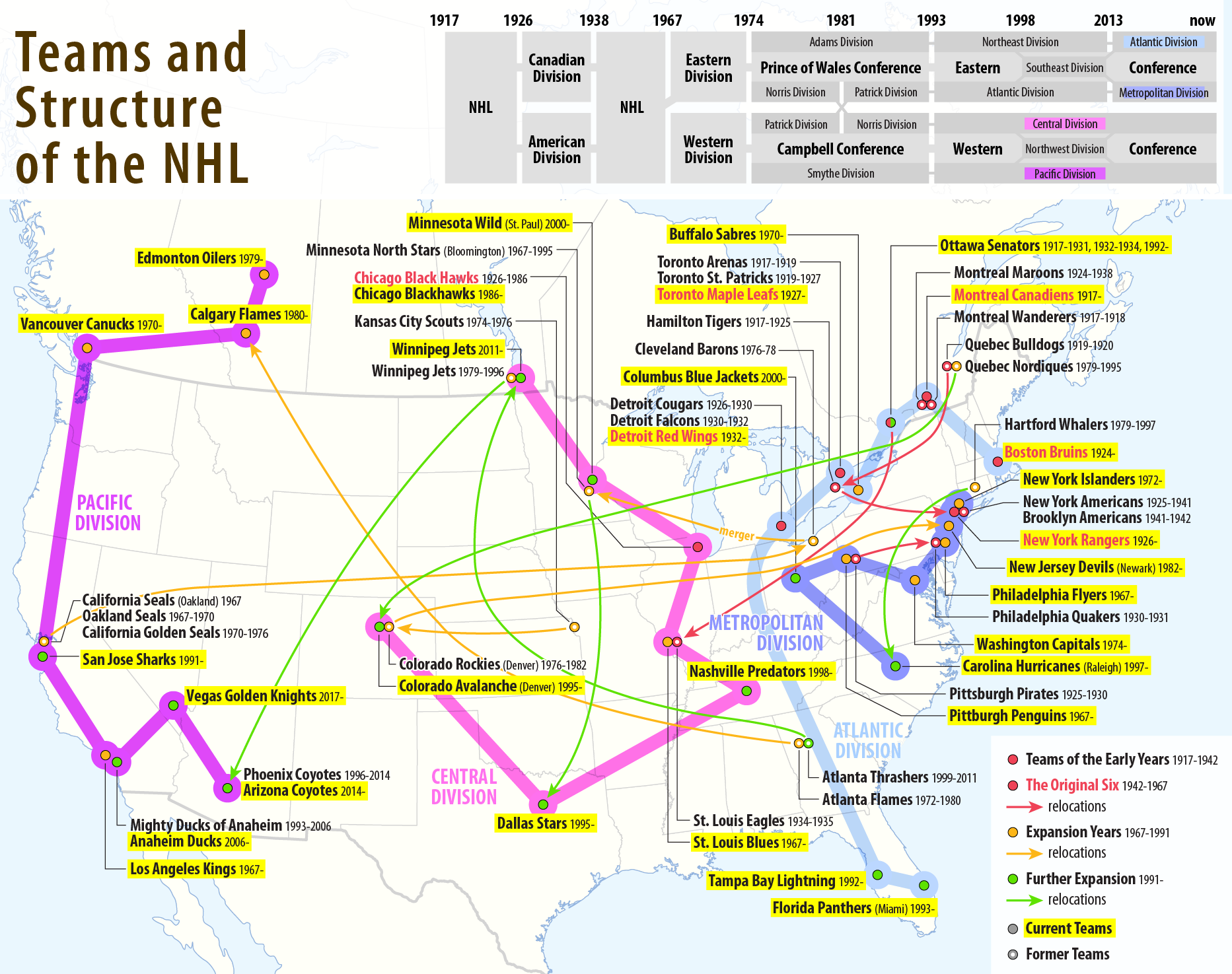
Teams und Struktur der NHL

Als die NHL im Jahr 1917 gegründet wurde, war es eine regionale Liga für die kanadischen Provinzen Ontario und Québec. Seit dieser Zeit war nur aus den Städten Montreal und Toronto durchgehend ein Team in der Liga. In der Mitte der 1920er Jahre kamen die ersten US-amerikanischen Teams hinzu. Zwei Standorte, Boston und New York City, lagen direkt an der Ostküste, die anderen beiden, Chicago und Detroit, an den Großen Seen in der Nähe der kanadischen Grenze. Weitere Standorte, die vor der Zeit der Original Six meist kurzfristig ein NHL-Team beheimateten, lagen in den Vereinigten Staaten etwas südlicher in Philadelphia und Pittsburgh. Der Versuch in St. Louis ein Team weiter im Südwesten zu stationieren, bereitete nicht zuletzt wegen der aufwendigen Reisen zu Auswärtsspielen größere Probleme und scheiterte nach kurzer Zeit.
Der nächste Vorstoß wurde Ende der 1960er Jahre unternommen. Neben der Rückkehr in die drei ehemaligen Städte Philadelphia, Pittsburgh und St. Louis und einer Erweiterung im Norden entlang der kanadischen Grenze nach Minnesota, wurden erstmals zwei Teams an der Westküste in Oakland und Los Angeles platziert. In den kommenden Jahren folgten Teams an der Westküste Kanadas in Vancouver, im Landesinneren der Vereinigten Staaten in Kansas City und im Südosten in Atlanta. In derselben Zeit wurde auch das ehemalige Kernland mit Teams in Buffalo, Washington, D.C. und einem zweiten Team in New York gestärkt. Die meisten Standorte konnten sich behaupten, doch andere wurden auch wieder verlassen. Aus Oakland zog ein Franchise ins Kernland nach Cleveland, wo es auch keine dauerhafte Heimat fand, aus Kansas City zog das Team für drei Jahre nach Denver, bevor es in New Jersey ein drittes Team im Großraum New York beheimatete. Mit der Übernahme von vier Teams aus der World Hockey Association wurde vor allem Kanada gestärkt. Nach Québec kehrte die NHL nach etwa 50-jähriger Abwesenheit zurück. In Winnipeg hatte die Liga nun ein Team im Landesinneren Kanadas und der kanadische Westen bekam in Edmonton sein zweites Standbein. Dazu kam mit Hartford eine Stadt zwischen Boston und New York. Der Umzug von Atlanta nach Calgary 1980 führte zu einer entsprechenden Dichte im Westen Kanadas, während der Südosten vorerst wieder ohne NHL-Team zurückgelassen wurde.
Die 1990er Jahre stehen für die Eroberung von Marktanteilen in den südlichen Regionen der USA, dem sogenannten Sun Belt. In San José wurde die Lücke geschlossen, die knapp 20 Jahre zuvor Oakland hinterlassen hatte, und mit Anaheim bekam Los Angeles einen engen Nachbarn. Florida erhielt in Tampa und Miami zwei Teams, und Kanada bekam nach 60 Jahren in der Hauptstadt Ottawa wieder ein Franchise. Zusätzlich gab es eine Reihe von Umsiedlungen. Den Beginn machte der Umzug von Minnesota nach Dallas, Québec wurde wieder verlassen und das Franchise kehrte nach Denver zurück, aus Winnipeg zog ein Team nach Phoenix und die Hartford Whalers zogen nach North Carolina um.
Eine weitere Ausbreitung im Südosten erreichte die NHL mit neuen Teams ins Nashville und Atlanta, wohin die Liga nach 20 Jahren zurückkehrte. Etwas nördlicher orientierte sich die NHL bei den beiden Standorten für zwei Teams, die seit 2000 in der Liga spielen. Columbus in Ohio und St. Paul in Minnesota kamen als neue Standorte in die NHL. Seit der Saison 2011/12 hat Winnipeg wieder ein Team in der NHL. Wenn man dies als Trendwende Richtung Norden verstehen möchte, kann man auch frühere Überlegungen, das Team aus Nashville ins kanadische Hamilton umzuziehen, so einordnen. 2017 erhielt mit Las Vegas wieder eine Stadt im Süden der USA ein Team, gefolgt von den Seattle Kraken im Pazifischen Nordwesten.

## Gruppenaufteilung
Mit den anfänglich vier Teams in der NHL war eine Unterteilung in Gruppen noch nicht erforderlich. Erst mit der stetigen Erweiterung wurde die Liga 1926 in die American Division und Canadian Division aufgeteilt. Die Teams waren somit regional nach Ländern getrennt, nur die New York Americans spielten mit den kanadischen Teams. Schon damals war es in der NHL üblich, dass vermehrt gegen die Teams aus der eigenen Division gespielt wurde, aber auch Spiele gegen alle Teams der anderen Division wurden ausgetragen. Durch zahlreiche Auflösungen von Teams wurde die Liga 1939 wieder in eine Gruppe zusammengefasst.
Erst 1967, als die Liga von sechs auf zwölf Teams erweitert wurde, fand erneut eine Teilung in zwei Divisions statt. Es fand eine Teilung der Liga in die Eastern Division und die Western Division statt. Hier wurde jedoch nicht nach einer geografischen Aufteilung vorgegangen, wie es die Namen vermuten lassen. In der Eastern Division spielten die ehemaligen Original-Six-Franchises, in der Western Division die neuen Teams. Die Liga wuchs weiter und dem wurde 1974 Rechnung getragen, indem die NHL zwei Conferences mit je zwei Divisions einführte. In der Campbell Conference, benannt nach Clarence S. Campbell, dem damaligen NHL-Präsidenten, war die Smythe Division mit den westlichen Teams angeordnet. Bis 1981 war die Patrick Division mit den Teams aus der Umgebung von New York die zweite Division. Danach gehörte die Norris Division in die Campbell Conference. Hier spielten überwiegend Teams aus der Mitte der Vereinigten Staaten. Die anderen Teams spielten in der Prince of Wales Conference, der die Adams Division mit den Teams aus dem Nordosten zugeordnet war. Hierzu gehörte bis 1981 die Norris Division, die durch die Patrick Division ersetzt wurde.
Seit 1993 ist die Liga in eine Eastern und eine Western Conference aufgeteilt. Dort wurde bis 1998 zunächst in den alten Divisions weitergespielt und diese mit den neu gegründeten Franchises aufgefüllt. Als die Nashville Predators zur Saison 1998/99 als 27. Franchise hinzukamen, wurde die Anzahl der Divisions von vier auf sechs erhöht. Diese erreichten mit der Aufnahme der Minnesota Wild und den Columbus Blue Jackets zur Saison 2000/01 eine Stärke von jeweils fünf Klubs.
Zur Saison 2013/14 fand eine Neuordnung der Conferences statt, die durch die neu geschaffenen bzw. umgezogenen Franchises nötig wurde. Fortan wird in jeder Conference in nur noch zwei Divisions gespielt, wobei die Eastern Conference mit 16 Teams eines mehr als die Western Conference stellt. Zu diesem Zweck zogen die Columbus Blue Jackets und die Detroit Red Wings in die Eastern Conference um, während Winnipeg den entgegengesetzten Weg beschritt. Wenig später erhöhten die Vegas Golden Knights die Teilnehmerzahl der Pacific Division auf acht Teams, bevor die Seattle Kraken ebenfalls in die Pacific Division einsortiert wurden und die Arizona Coyotes in die Central Division wechselten. Demzufolge besteht seit der Saison 2021/22 jede der vier Divisions gleichermaßen aus acht Teams.
Die Struktur der Divisions wurde aufgrund der COVID-19-Pandemie zur Saison 2020/21 deutlich verändert (s. Anpassungen an die Pandemie), dies ist hier jedoch aufgrund des vorübergehenden Charakters dieser Änderung nicht dargestellt.

### Eastern Conference
| Name                  | Standort                    | NHL-Mitglied seit | Stadion               | Kapazität | Eröffnung |
| Atlantic Division     |                             |                   |                       |           |           |
| Boston Bruins         | Boston, Massachusetts       | 1924/25           | TD Garden             | 17.565    | 1995      |
| Buffalo Sabres        | Buffalo, New York           | 1970/71           | KeyBank Center        | 19.070    | 1996      |
| Detroit Red Wings     | Detroit, Michigan           | 1926/27           | Little Caesars Arena  | 19.515    | 2017      |
| Florida Panthers      | Sunrise, Florida            | 1993/94           | Amerant Bank Arena    | 19.250    | 1998      |
| Canadiens de Montréal | Montreal, Québec            | 1917/18           | Centre Bell           | 21.105    | 1996      |
| Ottawa Senators       | Ottawa, Ontario             | 1992/93           | Canadian Tire Centre  | 19.153    | 1996      |
| Tampa Bay Lightning   | Tampa, Florida              | 1992/93           | Amalie Arena          | 19.092    | 1996      |
| Toronto Maple Leafs   | Toronto, Ontario            | 1917/18           | Scotiabank Arena      | 18.800    | 1999      |
| Metropolitan Division |                             |                   |                       |           |           |
| Carolina Hurricanes   | Raleigh, North Carolina     | 1997/98           | Lenovo Center         | 18.700    | 1999      |
| Columbus Blue Jackets | Columbus, Ohio              | 2000/01           | Nationwide Arena      | 18.500    | 2000      |
| New Jersey Devils     | Newark, New Jersey          | 1982/83           | Prudential Center     | 16.514    | 2007      |
| New York Islanders    | Elmont (New York), New York | 1972/73           | UBS Arena (New York)  | 17.255    | 2021      |
| New York Rangers      | New York City, New York     | 1926/27           | Madison Square Garden | 18.006    | 1968      |
| Philadelphia Flyers   | Philadelphia, Pennsylvania  | 1967/68           | Wells Fargo Center    | 19.306    | 1996      |
| Pittsburgh Penguins   | Pittsburgh, Pennsylvania    | 1967/68           | PPG Paints Arena      | 18.187    | 2010      |
| Washington Capitals   | Washington, D.C.            | 1974/75           | Capital One Arena     | 18.573    | 1997      |

### Western Conference
| Name                 | Standort                    | NHL-Mitglied seit | Stadion                  | Kapazität | Eröffnung |
| Central Division     |                             |                   |                          |           |           |
| Chicago Blackhawks   | Chicago, Illinois           | 1926/27           | United Center            | 19.717    | 1994      |
| Colorado Avalanche   | Denver, Colorado            | 1995/96           | Ball Arena               | 17.809    | 1999      |
| Dallas Stars         | Dallas, Texas               | 1993/94           | American Airlines Center | 18.532    | 2001      |
| Minnesota Wild       | St. Paul, Minnesota         | 2000/01           | Xcel Energy Center       | 17.954    | 2000      |
| Nashville Predators  | Nashville, Tennessee        | 1998/99           | Bridgestone Arena        | 17.159    | 1996      |
| St. Louis Blues      | St. Louis, Missouri         | 1967/68           | Enterprise Center        | 18.096    | 1994      |
| Utah Mammoth         | Salt Lake City, Utah        | 2024/25           | Delta Center             | 14.000    | 1991      |
| Winnipeg Jets        | Winnipeg, Manitoba          | 2011/12           | Canada Life Centre       | 15.321    | 2004      |
| Pacific Division     |                             |                   |                          |           |           |
| Anaheim Ducks        | Anaheim, Kalifornien        | 1993/94           | Honda Center             | 17.174    | 1993      |
| Calgary Flames       | Calgary, Alberta            | 1980/81           | Scotiabank Saddledome    | 19.289    | 1983      |
| Edmonton Oilers      | Edmonton, Alberta           | 1979/80           | Rogers Place             | 18.347    | 2016      |
| Los Angeles Kings    | Los Angeles, Kalifornien    | 1967/68           | Crypto.com Arena         | 18.230    | 1999      |
| San Jose Sharks      | San José, Kalifornien       | 1991/92           | SAP Center               | 17.435    | 1993      |
| Seattle Kraken       | Seattle, Washington         | 2021/22           | Climate Pledge Arena     | 17.151    | 1962      |
| Vancouver Canucks    | Vancouver, British Columbia | 1970/71           | Rogers Arena             | 18.910    | 1995      |
| Vegas Golden Knights | Paradise, Nevada            | 2017/18           | T-Mobile Arena           | 17.500    | 2016      |

## Stadien und Zuschauer

### Stadien
Bereits nach sechs Spielen in der ersten NHL-Saison spielte das Stadion in Montreal eine große Rolle. Es brannte ab, und die Montreal Wanderers mussten den Spielbetrieb einstellen. Auch im weiteren Verlauf der NHL-Geschichte waren Stadien ausschlaggebend für die Standortwahl, Umsiedlungen und Auflösungen von Teams. So zogen die Pittsburgh Pirates 1930 wegen des zu kleinen Stadions von Pittsburgh nach Philadelphia, um in einem Neubau spielen zu können. Es vergingen 37 Jahre, bis die NHL wieder ein Franchise in Pittsburgh ansiedelte. 1931 war Toronto die letzte der späteren „Original Six“-Städte, die mit dem Maple Leaf Gardens ein neues Stadion baute. Es fasste etwa 15.000 Zuschauer und entsprach zum damaligen Zeitpunkt dem, was man von einem zeitgemäßen Stadion erwartete. Auch die New York Americans waren bis 1942 auf der Suche nach einer alternativen Spielstätte zum Madison Square Garden. Zu Kriegszeiten ein unlösbares Unterfangen, so dass sie die Liga mit sechs Mannschaften zurückließen.
| Saison   | Zuschauer  | Zuschauerschnitt |
| 2023/24  | 22.873.142 | 17.434           |
| 2022/23  | 22.436.532 | 17.101           |
| 2021/22  | 20.784.346 | 15.842           |
| 2020/21  | 1.004.925  | 1.158            |
| 2019/20  | 18.835.275 | 17.408           |
| 2018/19  | 22.186.851 | 17.377           |
| 2017/18  | 22.174.263 | 17.446           |
| 2016/17  | 21.525.777 | 18.117           |
| 2015/16  | 21.615.397 | 17.573           |
| 2014/15  | 21.533.419 | 17.507           |
| 2013/14  | 21.758.905 | 17.690           |
| 2012/131 | 12.792.707 | 17.767           |
| 2011/12  | 21.468.121 | 17.454           |
| 2010/11  | 21.112.139 | 17.164           |
| 2009/10  | 20.996.455 | 17.070           |
| 2008/09  | 21.475.223 | 17.460           |
| 2007/08  | 21.236.255 | 17.265           |
| 2006/07  | 20.277.780 | 16.486           |
| 2005/06  | 20.854.169 | 16.995           |
| 2003/04  | 20.356.199 | 16.550           |
| 2002/03  | 20.408.704 | 16.591           |
| 2001/02  | 20.614.613 | 16.760           |
| 1995/96  | 17.041.614 | 15.987           |
| 1990/91  | 12.343.897 | 14.695           |
| 1986/87  | 11.855.880 | 14.114           |
| 1982/83  | 11.020.610 | 13.120           |
| 1978/79  | 7.758.053  | 11.409           |
| 1974/75  | 9.521.536  | 13.224           |
| 1968/69  | 5.550.613  | 12.172           |
| 1966/67  | 3.084.759  | 14.689           |

1 – Saison wegen Lockouts verkürzt
Bei der Auswahl der sechs Städte, die mit der großen Erweiterung 1967 ein NHL-Team bekommen sollten, war St. Louis wegen seines großen Stadions, das den Besitzern der Chicago Blackhawks gehörte, auf die Liste gekommen. In der San Francisco Bay Area spekulierte die Ligaleitung hingegen auf den Neubau einer Halle in San Francisco und platzierte das Team einstweilen in Oakland. Der Bau kam nicht zustande, und so verließ das Team nach neun Jahren Kalifornien. Anders stellte sich die Situation in Calgary dar. Als die Flames aus Atlanta kamen, musste das Team in einer Halle spielen, die 8.000 Zuschauern Platz bot. Die bevorstehenden Olympischen Winterspiele stellten den kurzfristigen Bau einer angemessenen Halle sicher.
Auch bei der Erweiterung der NHL in den 1990er Jahren ging die Liga oft in Vorleistung. In San José spielte die Mannschaft zwei Jahre in einer Halle mit knapp über 10.000 Plätzen, bevor das neue Stadion fertiggestellt wurde. Dieselbe Situation bot sich in Ottawa und Tampa. Das Team aus Florida half sich jedoch anderweitig, indem es nach einem Jahr in den Thunderdome zog, ein für American-Football-Spiele ausgelegtes Stadion, das für Eishockeyspiele extra umgebaut wurde. Hier stellte das Team auch mit 27.227 Zuschauern einen neuen NHL-Rekord auf. In den 1990er Jahren wurden in den meisten der NHL-Städte neue Stadien gebaut. Viele der alten Stadien standen zentral in den Innenstädten und die vorhandene Infrastruktur wurde genutzt, indem das neue Stadion nah am alten Standort gebaut wurde, so zum Beispiel in Boston und Buffalo. In Vancouver folgten die Planer vielen anderen Vorbildern und bauten das neue Stadion in zentraler Lage, während die Arena in Chicago ein wenig aus dem Zentrum herausgezogen wurde und in Florida die Spielstätte aus Miami in einen Vorort von Fort Lauderdale verlegte. Eine geplante Verlegung hatten auch die Carolina Hurricanes vor sich. Da das Stadion in Raleigh noch nicht fertiggestellt war, spielte das Team in den ersten beiden Jahren in Greensboro. Dass in den Neubauten auch ein Risiko steckt, erlebten die Buffalo Sabres, als sich der Videowürfel über Nacht löste und auf die Eisfläche stürzte. Der neue und derzeit aktuelle Zuschauerrekord wurde am 1. Januar 2008 in Orchard Park beim NHL Winter Classic 2008 aufgestellt, als die Buffalo Sabres gegen die Pittsburgh Penguins das zweite Mal in der NHL-Geschichte unter freiem Himmel im Ralph Wilson Stadium vor 71.217 Zuschauern spielten.
Heute spielen 28 der 30 Teams in Stadien, die 1993 und später erbaut wurden. Das älteste Stadion, der Madison Square Garden, steht in New York. Das im August 2010 eröffnete Consol Energy Center in Pittsburgh ersetzte die 1961 erbaute Mellon Arena, welche zuvor die älteste Spielstätte der NHL war. Das neueste Stadion ist die Little Caesars Arena, die die Detroit Red Wings seit der Saison 2017/18 nutzen. Die Stadien in Montreal (21.105) und Chicago (19.717) sind die größten, während man nur bei den New Jersey Devils (16.514), den Winnipeg Jets (15.321) und den Arizona Coyotes (4.600) weniger als 17.000 Plätze zur Verfügung hat.

#### Namensrechte
Bis auf den Madison Square Garden in der New Yorker Metropole tragen alle Stadien der NHL einen Werbeträger in ihrem Namen. Den höchsten Preis zahlte American Airlines für das American Airlines Center in Dallas. Für 195 Millionen Dollar wurden die Namensrechte für 30 Jahre – 6,5 Millionen pro Jahr – verkauft.
Die mit weitem Abstand meisten Namen hatte das Stadion in Boston. Kurz vor der Eröffnung der Halle war der ursprüngliche Inhaber der Namensrechte, die Shawmut Bank von der Fleet Bank übernommen worden. So wurde das Stadion als Fleet Center eröffnet. Nachdem auch die Fleet Bank übernommen worden war, kaufte man sich aus den Verträgen heraus. In der Zeit bis ein neuer Namensgeber gefunden worden war, konnten Interessenten an 30 Tagen über das Auktionshaus eBay die Namensrechte für einen Tag kaufen. Der 32. Name ist auch heute noch aktuell. Bis 2025 soll es TD Banknorth Garden heißen.

### Zuschauer
Offiziell veröffentlicht die NHL Zuschauerzahlen seit der Saison 1960/61. In diesem Jahr verkauften die Teams über 2,3 Millionen Eintrittskarten in den 210 Spielen. Das ergab einen Schnitt von gut 11.000 Zuschauern pro Spiel. Bis zum Ende der Ära der „Original Six“ stieg die Zuschauerzahl kontinuierlich auf über drei Millionen Zuschauer bei einem Schnitt von knapp 14.700. Mit sechs neuen Teams gab es zur Saison 1967/68 444 Spiele. Noch scheiterte die Liga knapp an fünf Millionen Zuschauern, die im folgenden Jahr erreicht wurden. Der Schnitt pro Spiel fiel jedoch wieder auf 11.122. Bevor die World Hockey Association ihren Spielbetrieb aufnahm, hatte die NHL in der Saison 1971/72 über 7,6 Millionen Zuschauer erreicht und blieb knapp unter 14.000 im Schnitt. Als die Teams zur Saison 1974/75 720 Spiele auf dem Spielplan hatten, wurde mit 9,5 Millionen ein neuer Zuschauerrekord erreicht, doch bis zur letzten Saison der WHA 1978/79 fielen die Zuschauerzahlen kontinuierlich bis auf 7,7 Millionen und einen Schnitt von 11.400 ab.
Vier Teams mehr, keine Konkurrenz und Wayne Gretzky in der Liga, steigerten die Nachfrage wieder. In der Saison 1979/80 wurden erstmals mehr als 10 Millionen Zuschauer verbucht und der Zuschauerschnitt, der in diesem Jahr bei 12.540 lag, stieg in den nächsten zehn Jahren auf knapp 15.000.
Neue Teams mit kleinen Stadien brachten mehr Spiele und steigerten die absolute Zuschauerzahl, drückten aber auch den Schnitt. 1992/93 absolvierten die Mannschaften erstmals über 1.000 Spiele und lockten über 14 Millionen Zuschauer an, der Schnitt war jedoch auf gut 14.000 gesunken. Neue Stadien in vielen Städten halfen hier zu einer weiteren Steigerung. 1995/96 wurde bei den Zuschauern die 17-Millionen-Grenze übertroffen. Im Schnitt waren das 15.983 Zuschauer und seit der darauffolgenden Saison wurden die 16.000 auch nie mehr unterschritten.
In der Saison 2009/10 besuchten durchschnittlich 17.070 Zuschauer die Spiele der NHL in der regulären Saison. Den besten Zuschauerschnitt hatten dabei wie im Vorjahr die Chicago Blackhawks mit 21.356 Besuchern, Schlusslicht waren die Phoenix Coyotes mit 11.989 Besuchern pro Heimspiel. Die Gesamtzuschauerzahl lag bei den mehr als 1.200 Spielen der regulären Saison bei knapp 21 Millionen.
| Saison  | Durchschnittlicher Eintrittspreis | Günstigstes Stadion | Teuerstes Stadion |
| 2014/15 | $ 62,18                           | $ 33,39             | $ 113,66          |
| 2013/14 | $ 61,62                           | $ 37,28             | $ 122,20          |
| 2012/13 | $ 61,01                           | $ 36,09             | $ 124,69          |
| 2011/12 | $ 57,39                           | $ 29,95             | $ 123,77          |
| 2010/11 | $ 54,25                           | $ 29,68             | $ 115,96          |
| 2009/10 | $ 51,27                           | $ 35,66             | $ 114,10          |
| 2008/09 | $ 49,66                           | $ 29,94             | $ 76,15           |
| 2007/08 | $ 48,72                           | $ 25,48             | $ 88,32           |
| 2006/07 | $ 43,13                           | $ 25,41             | $ 58,96           |
| 2005/06 | $ 41,19                           | $ 26,15             | $ 54,81           |
| 2004/05 | –                                 | –                   | –                 |
| 2003/04 | $ 43,57                           | $ 29,76             | $ 57,11           |
| 2002/03 | $ 41,56                           | $ 29,36             | $ 57,06           |
| 2001/02 | $ 41,02                           | $ 27,72             | $ 54,71           |
| 2000/01 | $ 47,70                           | $ 32,86             | $ 67,01           |
| 1999/00 | $ 46,38                           | $ 27,85             | $ 69,92           |
| 1998/99 | $ 42,78                           | $ 26,04             | $ 58,83           |
| 1997/98 | $ 42,15                           | $ 21,90             | $ 58,83           |
| 1996/97 | $ 38,04                           | $ 23,42             | $ 52,58           |
| 1995/96 | $ 34,72                           | $ 20,68             | $ 52,58           |
| 1994/95 | $ 33,49                           | $ 19,84             | $ 42,21           |

### Eintrittspreise
Lange Zeit waren die Eintrittspreise beim Eishockey sehr niedrig. Ein Blick zurück in die erste Saison der Toronto Maple Leafs im Maple Leaf Gardens 1931 zeigt Eintrittspreise beginnend bei einem und bis zu drei Dollar auf den teuersten Plätzen. Die Preisspanne ging in den folgenden Jahren etwas auseinander. Zeitweise konnte man die günstigsten Eintrittskarten schon um 60 Cent erwerben und um 1950 lagen die Eintrittspreise zwischen 0,90 und 3,50 Dollar. Auch am Anfang der 60er Jahre konnte man ab einem Dollar schon ins Stadion. 7,70 Dollar zahlte man 1971 für den teuersten Platz. Zwischen fünf und 15 Dollar verlangten die Maple Leafs Anfang der 80er Jahre.
Zur Saison 1991/92 gab es keine Karten mehr für weniger als zehn Dollar. Für Stehplätze oder Sitze in den obersten Reihen verlangte man 16 Dollar. Wer nahe der Eisfläche sitzen wollte, der musste bis zu 40 Dollar bezahlen. Der Preissprung war in der Saison 1994/95 im vollen Gange. Die durchschnittliche Eintrittskarte in der NHL kostete 33,49 Dollar. In den kommenden Jahren wurde die Preisschraube angezogen und bis zur Saison 2000/01 hatte man die Preise um 42,5 % angehoben. Nun kostete die Karte im Schnitt 47,70 Dollar. Betrachtet man diesen Preissprung etwas genauer, so fallen einige Besonderheiten auf. Neue Stadien wie in Toronto (+ 87,8 %), aber auch Umzüge vom einst günstigen Québec ins nun teure Denver (+ 99 %) waren hier die maßgeblichen Gründe. Das Franchise in Tampa spielte 1994 in einem 28.000 Zuschauer fassenden, jedoch nicht auf allen Plätzen für Eishockey geeigneten Stadion. Dadurch ergab sich mit unter 20 Dollar der günstigste Durchschnittspreis der Liga. Dass der Preis in einem neuen Stadion mit besserer Sicht und gutem Komfort auf knapp über 40 Dollar angepasst wurde, lag auf der Hand. Doch es gab auch in dieser Zeit positive Beispiele. In St. Louis hatte man gemerkt, dass man in der Vergangenheit zu teuer gewesen war und so erhöhte man die Preise in dieser Zeit nur um 6 % und nach einer Preiserhöhung von nur 8 % bei den Islanders hatte man sich von einem Mittelfeldplatz bei den Eintrittspreisen zum zweitgünstigsten entwickelt. Nur in Calgary war man mit 32,86 Dollar noch günstiger. Ein Jahr später brachen die Preise ein, was man vor allem in Toronto merkte, wo die Ticketpreise im Schnitt um fast 23 Dollar zurückgingen. Seitdem stieg der ligaweite Durchschnittspreis von 41 auf über 54 Dollar.
Im Durchschnitt kostete in der Saison 2007/08 eine Eintrittskarte 48,72 Dollar. Besonders günstig waren die Karten in St. Louis, wo der durchschnittliche Eintrittspreis bei 25,48 Dollar lag, sehr teuer war es in Toronto, Montreal, Vancouver, New Jersey, Calgary und Edmonton, wo die Karte jeweils mehr als 60 Dollar im Durchschnitt kostete.
Insgesamt erwirtschaftete die NHL durch den Verkauf von Eintrittskarten rund 1,1 Milliarden Dollar. Der Krösus waren die Toronto Maple Leafs, die pro Heimspiel 1,9 Millionen Dollar an Eintrittsgeldern einnahmen, Schlusslicht die Phoenix Coyotes mit 450.000 Dollar pro Heimspiel.
In den folgenden Jahren stieg der Durchschnittspreis weiterhin deutlich an, wobei die Eintrittspreise in der Saison 2010/11 besonders in Toronto und Montreal deutlich teurer waren als anderswo. Besonders günstig waren Karten in Dallas, Phoenix und Buffalo.

## Auszeichnungen und Trophäen
Insgesamt vergibt die NHL im Saisonverlauf zurzeit 24 Trophäen für Mannschaften, Spieler, Trainer und General Manager. Die wohl bekannteste ist der Stanley Cup, der an den Sieger der Playoffs vergeben wird und bereits seit 1893 existiert. Die älteste individuelle Spielertrophäe ist die Hart Memorial Trophy, die seit 1924 an den wertvollsten Spieler der regulären Saison verliehen wird. Im Laufe der Jahre führte die Liga weitere Trophäen ein, um die verschiedenen Spielertypen entsprechend würdigen zu können. Eine besondere Ehrung wird den Spielern, Funktionären und Offiziellen zuteil, die jährlich in die Hockey Hall of Fame aufgenommen werden. Jährlich werden maximal vier Spieler, zwei Funktionäre und/oder ein Schiedsrichter oder Linienrichter in diese Ruhmeshalle aufgenommen.
| Mannschaftstrophäen                               | |      |                                                             |                     | |
| Name                                              | Verleihungsgrund                                                                                      | Foto | Namensgeber                                                 | Verleihung          | Rekordgewinner Anmerkungen                                                                                                  |
| Stanley Cup                                       | - Gewinner der Stanley-Cup-Playoffs                                                                   |      | Frederick Arthur Stanley, Baron Stanley of Preston          | seit 1893           | - Montréal Canadiens (24) - Toronto Maple Leafs (13) - Detroit Red Wings (11)                                               |
| Clarence S. Campbell Bowl                         | - Bestes Playoff-Team der Western Conference - Gewinner des Western-Conference-Finales                |      | Clarence S. Campbell                                        | seit 1968           | - Edmonton Oilers (7) - Philadelphia Flyers (6) - Detroit Red Wings (5)                                                     |
| Prince of Wales Trophy                            | - Bestes Playoff-Team der Eastern Conference - Gewinner des Eastern-Conference-Finales                |      | Eduard VIII., Prince of Wales                               | seit 1924           | - Montréal Canadiens (25) - Boston Bruins (15) - Detroit Red Wings (10)                                                     |
| Presidents’ Trophy                                | - Punktbeste Mannschaft der regulären Saison                                                          |      |                                                             | seit 1986           | - Detroit Red Wings (6) - Beste Ausbeute: Detroit (1996) mit 131 von 164 möglichen Punkten                                  |
| Nicht mehr vergebene Mannschaftstrophäen          | |      |                                                             |                     | |
| Name                                              | Verleihungsgrund                                                                                      | Foto | Namensgeber                                                 | Verleihung          | Rekordgewinner Anmerkungen                                                                                                  |
| O’Brien Trophy                                    | - Unterlegener Stanley-Cup-Finalist                                                                   |      | Ambrose O’Brien                                             | 1910–1923 1928–1950 | - Montréal Canadiens (9) - Toronto Maple Leafs (8) - Detroit Red Wings (5)                                                  |
| Spieler-, General Manager- und Trainertrophäen    | |      |                                                             |                     | |
| Name                                              | Verleihungsgrund                                                                                      | Foto | Namensgeber                                                 | Verleihung          | Rekordgewinner Anmerkungen                                                                                                  |
| Art Ross Trophy                                   | - Bester Scorer der regulären Saison                                                                  |      | Art Ross                                                    | seit 1948           | - Wayne Gretzky (10) - Gordie Howe (6) - Mario Lemieux (6)                                                                  |
| Bill Masterton Memorial Trophy                    | - Ausdauer, Hingabe und Fairness im und für das Eishockey                                             |      | Bill Masterton                                              | seit 1968           | - Jeder Klub kann einen Spieler nominieren - Trophäe kann maximal einmal in der Karriere gewonnen werden                    |
| Calder Memorial Trophy                            | - Bester Rookie der regulären Saison                                                                  |      | Frank Calder                                                | seit 1933           | - Trophäe kann maximal einmal in der Karriere gewonnen werden - Maximales Alter für Nominierung seit 1990 26 Jahre          |
| Conn Smythe Trophy                                | - Wertvollster Spieler der Stanley-Cup-Playoffs                                                       |      | Conn Smythe                                                 | seit 1965           | - Patrick Roy (3) - Fünfmal gewann ein Spieler des im Finale unterlegenen Teams die Trophäe                                 |
| Frank J. Selke Trophy                             | - Bester defensiv ausgerichteter Stürmer der regulären Saison                                         |      | Frank J. Selke                                              | seit 1978           | - Patrice Bergeron (6) |
| Hart Memorial Trophy                              | - Wertvollster Spieler der regulären Saison                                                           |      | David Hart, Vater von Cecil Hart                            | seit 1924           | - Wayne Gretzky (9) - Gordie Howe (6) - Älteste individuelle Trophäe der NHL                                                |
| Jack Adams Award                                  | - Bester Trainer der Saison                                                                           |      | Jack Adams                                                  | seit 1974           | - Pat Burns (3) - Scotty Bowman (2) - Jacques Demers (2) - Pat Quinn (2) - John Tortorella (2) - Barry Trotz (2)            |
| James Norris Memorial Trophy                      | - Bester Verteidiger der regulären Saison                                                             |      | James E. Norris                                             | seit 1954           | - Bobby Orr (8) - Doug Harvey (7) - Nicklas Lidström (7)                                                                    |
| King Clancy Memorial Trophy                       | - Führungsqualitäten und soziales Engagement auf dem und abseits des Eises                            |      | King Clancy                                                 | seit 1988           | - Jeder Klub kann einen Spieler nominieren - Trophäe kann maximal einmal in der Karriere gewonnen werden                    |
| Lady Byng Memorial Trophy                         | - Hoher sportlicher Standard und vorbildliches Verhalten                                              |      | Lady Byng, Ehefrau von Julian H. G. Byng                    | seit 1925           | - Frank Boucher (7) - Wayne Gretzky (5) - Pawel Dazjuk (4) - Red Kelly (4)                                                  |
| Lester Patrick Trophy                             | - Besondere Verdienste rund um den Eishockeysport in den USA und in der NHL                           |      | Lester Patrick                                              | seit 1966           | - mehrere Gewinner pro Jahr möglich - in Zusammenarbeit mit USA Hockey                                                      |
| Mark Messier Leadership Award                     | - Bester Führungsspieler                                                                              |      | Mark Messier                                                | seit 2007           | - Sidney Crosby (2) - wurde anfangs auch monatlich verliehen                                                                |
| Maurice 'Rocket’ Richard Trophy                   | - Bester Torschütze der regulären Saison                                                              |      | Maurice Richard                                             | seit 1999           | - Alexander Owetschkin (9) - Auston Matthews (3) - Pawel Bure (2) + (1; vor 1999) - Rekordgewinner vor 1999: Bobby Hull (7) |
| NHL General Manager of the Year Award             | - General Manager des Jahres                                                                          |      |                                                             | seit 2010           | - Lou Lamoriello (2) |
| Ted Lindsay Award                                 | - Bester Spieler der regulären Saison gewählt von der NHLPA                                           |      | Ted Lindsay                                                 | seit 1971           | - Wayne Gretzky (5) - Mario Lemieux (4) - Connor McDavid (4) - bis 2010 unter dem Namen Lester B. Pearson Award verliehen   |
| Vezina Trophy                                     | - Bester Torhüter der regulären Saison                                                                |      | Georges Vézina                                              | seit 1927           | - Jacques Plante (7) - Bill Durnan (6) - Dominik Hašek (6)                                                                  |
| William M. Jennings Trophy                        | - Wenigste Gegentreffer in der regulären Saison                                                       |      | William M. Jennings                                         | seit 1982           | - Patrick Roy (5) - Bis 1982 wurde diese Leistung mit der Vezina Trophy ausgezeichnet                                       |
| Nicht mehr vergebene Spieler- und Trainertrophäen | |      |                                                             |                     | |
| Name                                              | Verleihungsgrund                                                                                      | Foto | Namensgeber                                                 | Verleihung          | Rekordgewinner Anmerkungen                                                                                                  |
| Budweiser NHL Man of the Year Award               | - Wohltätiges Engagement und sportliches Verhalten                                                    |      | Budweiser (als Sponsor)                                     | 1988–1992           | - Erster Gewinner: Bryan Trottier                                                                                           |
| Charlie Conacher Humanitarian Award               | - Soziales Engagement                                                                                 |      | Charlie Conacher                                            | 1969–1984           | - Erster Gewinner: Chief Armstrong - 1971 und 1973 gab es jeweils zwei Gewinner                                             |
| Dodge Performance of the Year                     | - Beste Leistung der regulären Saison                                                                 |      | Dodge (als Sponsor)                                         | 1988–1989           | - insgesamt nur zweimal verliehen - konnte sowohl an einzelne Spieler als auch an Mannschaften vergeben werden              |
| Dodge Ram Tough Award                             | - Meiste Überzahl-, Unterzahl-, siegbringende und unentschiedenbringende Tore in der regulären Saison |      | Dodge Ram (als Sponsor)                                     | 1988–1991           | - Brett Hull (2) |
| NHL Foundation Player Award                       | - Besonderes Engagement für wohltätige Zwecke in der Gesellschaft                                     |      | NHL Foundation                                              | 1998–2017           | - Erster Gewinner: Kelly Chase                                                                                              |
| NHL Lifetime Achievement Award                    | - Besondere Verdienste um die Liga während der Karriere                                               |      |                                                             | 2008–2009           | - Jean Béliveau, Gordie Howe                                                                                                |
| NHL Plus/Minus Award                              | - Bester der Plus/Minus-Wertung                                                                       |      |                                                             | 1983–2008           | - Wayne Gretzky (3) + (1; vor 1983) - Plus/Minus seit 1968 offizielle Statistik - Rekordgewinner vor 1983: Bobby Orr (6)    |
| NHL/Sheraton Road Performer Award                 | - Meiste Auswärtspunkte                                                                               |      | Sheraton (als Sponsor)                                      | 2004                | - Einziger Gewinner: Joe Sakic - wurde auch monatlich verliehen                                                             |
| NHL-Spieler des Jahres                            | - Bester Spieler des Jahres                                                                           |      | Dodge (als Sponsor; 1985–90) Pro Set (als Sponsor; 1991–92) | 1985–1992           | - Wayne Gretzky (3) - Mario Lemieux (3) - analog dazu Auszeichnung zum Spieler des Monats und der Woche                     |
| Roger Crozier Saving Grace Award                  | - Beste Fangquote in der regulären Saison                                                             |      | Roger Crozier                                               | 2000–2007           | - Marty Turco (2) - Fangquote seit 1982 offizielle Statistik - Rekordgewinner vor 2000: Dominik Hašek (6)                   |

## Präsidenten und Commissioner der NHL

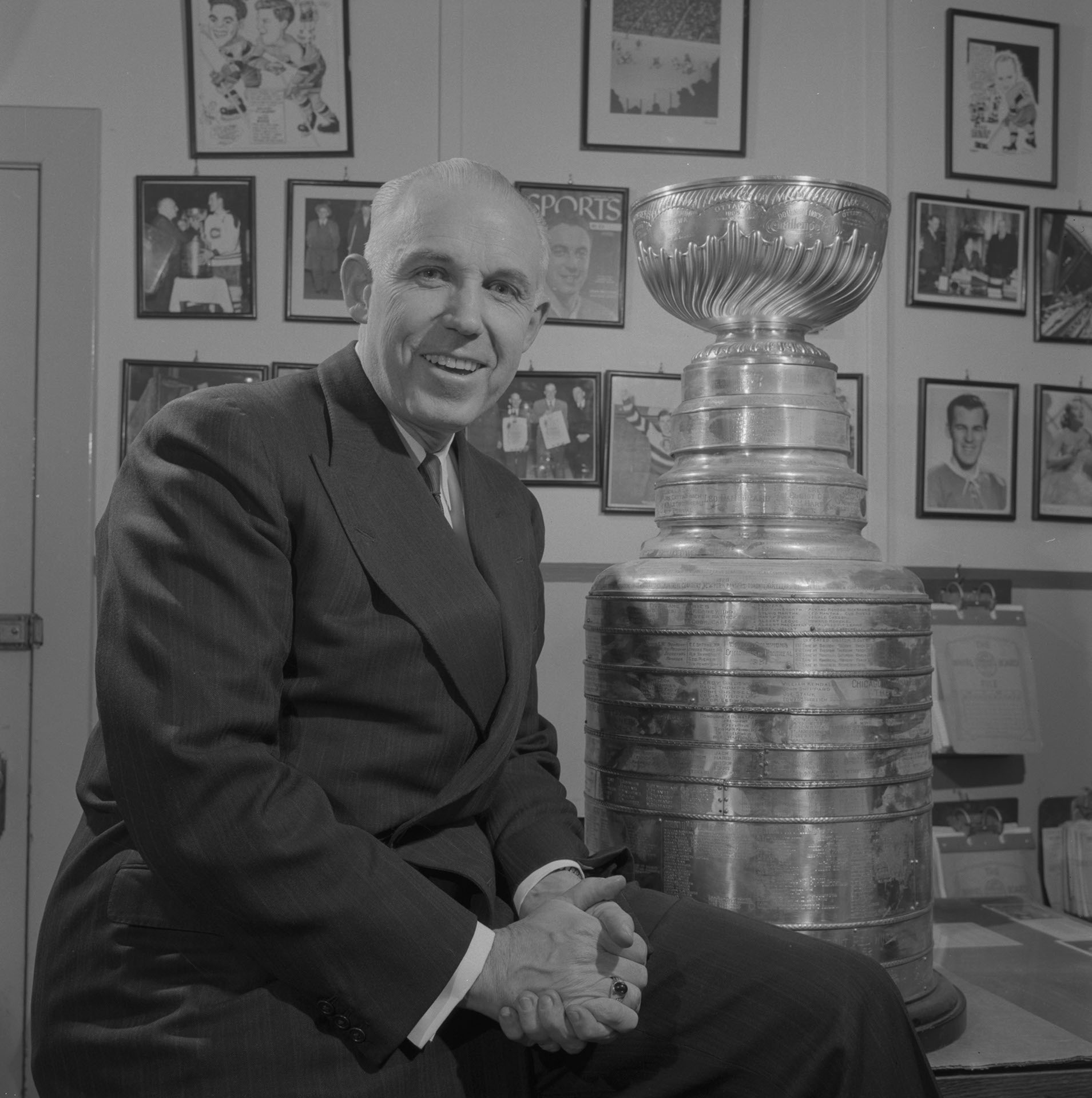
Clarence Campbell 1957 mit dem Stanley Cup

Bisher arbeiteten fünf Präsidenten und ein Commissioner an der Spitze der Ligaführung. Als erster Präsident im Gründungsjahr übernahm der Brite Frank Calder diese Position und blieb bis zu seinem Tod 1943 insgesamt 26 Jahre im Amt. Calder hatte maßgeblichen Anteil an der Gründung und der Expansion der Liga. Nach seinem Tod wurde die Trophäe für den besten Neuling des Jahres ihm zu Ehren als Calder Memorial Trophy weitergeführt. Mervyn „Red“ Dutton übernahm die Aufgaben des Ligapräsidenten und führte die Liga durch den Zweiten Weltkrieg, ehe sein Assistent Clarence S. Campbell 1946 zum Präsidenten aufstieg. Im Laufe der folgenden Jahre führte er eine regelmäßige Austragung des NHL All-Star Game und einen dichteren Spielplan ein. Unter seiner Führung wurde die Expansion der Liga fortgeführt. Campbell führte einen sogenannten „Inter-League Draft“ ein, der schwächer besetzte Teams bevorzugte und für mehr Ausgeglichenheit innerhalb der Liga sorgte.
Nach 31 Jahren Amtszeit übernahm mit John A. Ziegler Jr. der erste US-Amerikaner die Präsidenten-Position und füllte sie für 15 Jahre aus. Unter seiner Führung wurden vier Franchises der World Hockey Association in die NHL aufgenommen. 1992 folgte die einjährige Amtszeit von Gilbert Stein, dem jedoch am 1. Februar 1993 mit Gary Bettman ein sogenannter Commissioner an die Seite gesetzt wurde. Nachdem Stein am 30. Juni 1993 nach nur einem Jahr als Präsident ausstieg, übernahm der Commissioner als ranghöchster NHL-Offizieller die Ligaführung. Unter Bettmans Führung wuchs die NHL auf die heutige Anzahl von 32 Franchises.
| Name                     | Amtszeit  | Wichtigste Handlungen |
| Frank Calder             | 1917–1943 | - Gründung der National Hockey League - Feste Übernahme des Stanley Cups als Siegertrophäe - Weiterführung des Ligabetriebs während der Weltwirtschaftskrise und des Beginns des Zweiten Weltkriegs - Einführung der ersten All-Star-Spiele |
| Mervyn „Red“ Dutton      | 1943–1946 | - Weiterführung des Ligabetriebs während des Zweiten Weltkriegs |
| Clarence S. Campbell     | 1946–1977 | - Einführung der All-Star-Spiele als feste Einrichtung - Einführung eines Pensionsplans für ehemalige Spieler - Expansion der Liga zum Ende der 1960er Jahre von sechs auf zwölf Teams - Etablierung der landesweiten Führungsposition gegenüber der Konkurrenz durch die 1972 gegründete World Hockey Association - Aufteilung der Liga in zwei Conferences |
| John A. Ziegler Jr.      | 1977–1992 | - Aufnahme von vier Franchises der World Hockey Association zur Saison 1979/80 - Expansion der Liga zum Beginn der 1990er Jahre |
| Gilbert Stein            | 1992–1993 | |
| Commissioner (seit 1993) |           | |
| Name                     | Amtszeit  | Wichtigste Handlungen |
| Gary Bettman             | seit 1993 | - Überwindung von drei Lockouts in den Spielzeiten 1994/95, 2004/05 und 2012/13 - Expansion der Liga zum Ende der 1990er Jahre - Teilnahme von NHL-Spielern an den Olympischen Winterspielen seit 1998 - Weitgreifende Regeländerungen zur Attraktivitätssteigerung der Sportart                                                                             |

## Saisonablauf

### Modus

#### Regular Season
Eine Spielzeit in der NHL ist in die sogenannte Regular Season und die Postseason, die sogenannten Play-offs, unterteilt. In der Regular Season absolviert jedes Team 82 Spiele, wobei die Aufteilung dieser mit der Saison 2017/18 in den beiden Conferences unterschiedlich ist, da in der Western Conference mit 15 Mannschaften eine weniger als in der Eastern Conference beheimatet ist.
In der Eastern Conference absolviert jedes Team innerhalb seiner Division 28 Spiele. Dabei werden vier Spiele (je zwei Auswärts- und Heimspiele) gegen sieben Mannschaften ausgetragen. Hinzu kommen drei Spiele gegen jeden Gegner aus der anderen Division der Eastern Conference, also insgesamt 24. Schließlich folgt je ein Auswärts- und Heimspiel gegen jede Mannschaft der Western Conference, insgesamt 30.
In der Western Conference absolviert jede Mannschaft folglich ebenso ein Heim- und Auswärtsspiel gegen jedes Team der Eastern Conference, insgesamt 32.
Hinzu kommen in der Pacific Division 29 Spiele pro Team in der eigenen Division, wobei gegen sechs Mannschaften vier Spiele und gegen das verbliebene Team fünf Spiele ausgetragen werden. Da bei fünf Spielen eine Mannschaft ein Heimspiel mehr bestreitet, wechseln diese Paarungen jährlich. Gegen Mannschaften der Central Division werden auch hier jeweils drei Spiele absolviert, also 21. Bei ungleicher Verteilung von Heimspielen wechseln auch hier die jährlichen Paarungen entsprechend.
In der Central Division der Western Conference spielt jedes Team gegen vier Gegner der eigenen Division je viermal und gegen zwei Gegner je fünfmal, was zu einer Summe von 26 Spielen führt. Gegen die acht Teams der Pacific Division werden drei Spiele ausgetragen, also insgesamt 24.
Vorstehender Modus löste den Modus der NHL-Saison 2013/14 ab, in der lediglich dreißig Franchises antraten. Und in der Saison 2008/09 spielte ein Team noch sechsmal gegen jedes Team aus der gleichen Division, viermal gegen jede weitere Mannschaft aus derselben Conference, sowie jeweils einmal zu Hause oder auswärts gegen zwölf Teams aus der anderen Conference und jeweils einmal zu Hause und auswärts gegen die drei verbliebenen Mannschaften der anderen Conference. Dieser Modus löste seinerzeit den Modus mit acht Partien gegen die Teams aus derselben Division und insgesamt nur zehn Partien gegen Mannschaften der anderen Conference ab, der zwischen den Spielzeiten 2005/06 bis 2007/08 gespielt wurde. Damit wurde auf häufigere Derbys mit Rivalen verzichtet und eine Minimierung der Reisekosten verworfen, da die Fans Mannschaften der anderen Conference nur alle drei Jahre zu Gesicht bekamen.
Eine weitere Änderung, die die Attraktivität des Spiels steigern sollte und ab der Saison 2005/06 in Kraft trat, war die Einführung des „Shootouts“. Endet ein Spiel der regulären Saison unentschieden, so folgt wie bereits in den vorangegangenen Spielzeiten eine 5-minütige Verlängerung, die Overtime. Gespielt wird hierbei 3 gegen 3 und nach dem Modus Sudden Death, das erste Tor entscheidet also das Spiel. Ist das Spiel auch nach Ablauf der Overtime noch nicht entschieden, folgt ein Penaltyschießen, der Shootout. Jede Mannschaft hat dabei zunächst drei Schützen. Sollte es nach ihren Versuchen immer noch unentschieden stehen, fällt die Entscheidung im K.-o.-System (ähnlich dem des Elfmeterschießens beim Fußball). Jedes Spiel hat somit einen Sieger und einen Verlierer. Das siegreiche Team erhält immer zwei Punkte. Das unterlegene Team erhält bei einer Niederlage nach 60 Minuten keinen Punkt, wird jedoch bei einer Niederlage nach Overtime bzw. Shootout mit einem Punkt entlohnt.

#### Play-offs
Wenn alle Teams ihre 82 Spiele bestritten haben, werden die Tabellen der beiden Conferences, also der Eastern Conference und der Western Conference, getrennt berechnet. Aus den jeweils zwei Divisionen pro Conference sind die drei punktbesten Mannschaften direkt für die Play-offs qualifiziert. Zudem vergibt jede Conference zwei Wild Cards, die diejenigen Teams erhalten, die (abgesehen von den sechs bereits qualifizierten) die meisten Punkte erreicht haben. Dadurch, dass diese Vergabe divisionsübergreifend stattfindet, kann es vorkommen, dass eine Division fünf und die andere Division nur drei Teams in die Play-offs schickt. Dies ist der Fall, wenn der Fünftplatzierte der einen mehr Punkte als der Viertplatzierte der anderen Division aufweist.
Somit gehen aus jeder Conference acht Mannschaften in die Play-offs, bei denen grundsätzlich im Modus Best-of-Seven gespielt wird – wer zuerst den vierten Sieg einfährt, kommt in die nächste Runde. Die Paarungen werden divisionsintern und durch die erreichte Punktzahl festgelegt: Der Punktbeste spielt gegen das Wild-Card-Team sowie der Zweite gegen den Dritten. Sollten, wie oben beschrieben, zwei Wild Cards an die gleiche Division gehen, spielt das punktschlechtere dieser beiden Wild-Card-Teams gegen den besseren Ersten der beiden Divisionen. Nach der ersten Runde folgt somit das Division-Finale, bei dem die besten Teams der vier Divisionen ermittelt werden. Darauf folgt das Conference-Finale, bei dem nun die jeweiligen Divisionssieger aufeinander treffen. Die besten Mannschaften beider Conferences treffen sich dann im Stanley-Cup-Finale.
In allen Serien hat jeweils die in der regulären Saison punktbessere Mannschaft Heimrecht. Heimrecht bedeutet, dass sie die Spiele 1, 2, 5 und 7 im eigenen Stadion austragen dürfen.

### Wichtige Ereignisse
Bevor zumeist im Oktober der Spielbetrieb für eine neue NHL-Saison aufgenommen wird, beginnt am 1. Juli die sogenannte Free-Agent-Phase, die es den Teams erstmals erlaubt mit freien Spielern zu verhandeln. Diese vertragslosen Spieler sind in mehreren Gruppen unterteilt, wobei „unrestricted Free Agents“ ohne jegliche Einschränkungen verhandeln dürfen. Für sogenannte „restricted Free Agents“, deren Rechte weiterhin bei ihrem Team liegen, gilt eine Frist bis zum 1. Dezember desselben Jahres, bis zu denen sie einen Vertrag abschließen dürfen, ansonsten erhalten diese bis zum Saisonende keine Spielerlaubnis. Etwa Mitte September starten die Trainingslager der NHL-Teams. Zu diesen werden auch oftmals die Spieler, die beim NHL Entry Draft ausgewählt wurden und diejenigen, die zuletzt im Farmteam gespielt hatten, aufgeboten. In den folgenden Wochen bis kurz vor Beginn des Spielbetriebs im Oktober werden mehrfach die Kader reduziert und die meisten Jugendspieler zurück in die Juniorenliga geschickt sowie Reservespieler an die Farmteams abgegeben. Mitte Dezember folgt ein sogenanntes „roster freeze“, das den Teams während dieser Zeit für rund eine Woche jegliche Transfers verbietet. Rund einen Monat später wird für gewöhnlich das NHL All-Star Game ausgetragen, bei dem die besten und beliebtesten Spieler der Liga teilnehmen. Gegen Ende Februar folgt eine Trade Deadline, ein sogenannter Stichtag, der das Ende der Transferperiode markiert. Im Juni findet jährlich der NHL Entry Draft statt, bei dem die Teams sich die Rechte an verfügbaren Juniorenspielern sichern können.

## Rekorde
Henri Richard ist mit elf Stanley-Cup-Siegen, die er alle im Trikot der Montréal Canadiens gewann, der erfolgreichste Spieler der NHL-Historie. Seine damaligen Mannschaftskameraden Jean Béliveau und Yvan Cournoyer waren mit zehn Stanley-Cup-Siegen erfolgreich. Ebenfalls relativ erfolgreich waren Claude Provost mit neun Stanley Cups sowie Red Kelly, Maurice Richard, Jacques Lemaire und Serge Savard mit acht Erfolgen. Red Kelly ist mit acht Stanley Cups der erfolgreichste Spieler der Historie, der nie für die Montréal Canadiens gespielt hat.
Der erfolgreichste Torschütze ist Alexander Owetschkin mit 895 Toren in der regulären Saison. (Stand: 6. April 2025)
Wayne Gretzky gewann neun Mal die Hart Memorial Trophy als wertvollster Spieler der regulären Saison und zehn Mal die Art Ross Trophy als bester Scorer. Gretzky benötigte lediglich 575 NHL-Spiele, um die Marke von 500 Toren zu erreichen. Gretzky hält auch den besten Punkteschnitt eines Spielers über die gesamte Karriere mit durchschnittlich 1,921 Punkten pro Spiel, vor Mario Lemieux mit 1,883 Punkten. Patrick Marleau hält seit April 2021 den Rekord für die meisten absolvierten NHL-Spiele in der regulären Saison mit 1779 Begegnungen. Gordie Howe ist der älteste Spieler, der jemals in der NHL gespielt hat. Im April 1980 beendete er im Trikot der Hartford Whalers seine Karriere und war 52 Jahre alt, als er seine letzte Begegnung absolvierte.
Steve Yzerman war von 1986 bis 2006 Mannschaftskapitän der Detroit Red Wings, so lange wie kein anderer Spieler in der Historie.
Martin Brodeur erreichte als einziger Torwart über 600 Siege und löste Patrick Roy, der während seiner Karriere 551 NHL-Spiele in der regulären Saison als Sieger beendet hatte, als Führenden ab. Brodeur hält auch den Rekord für die meisten Shutouts eines Torwarts, nachdem er Terry Sawchuks Rekord im Dezember 2009 mit seinem 104. Spiel ohne Gegentor übertroffen hatte.